# Santa Prassede

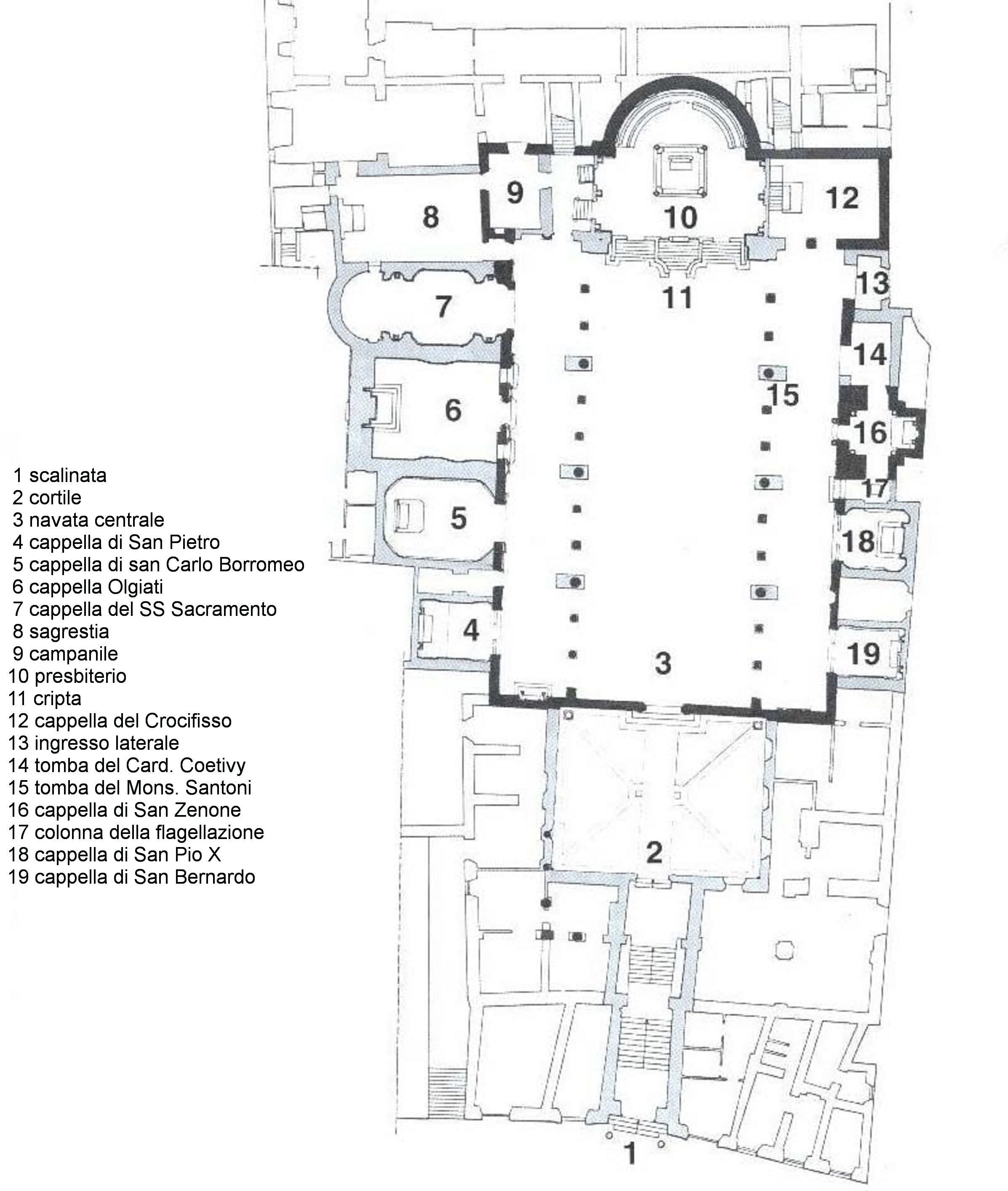
Grondplan van de basiliek.

De Basilica di Santa Prassede (Basiliek van de Heilige Praxedis) is een 9de-eeuwse basiliek op de Esquilijn aan de oostzijde van Rome, niet ver van de Basiliek van Santa Maria Maggiore.

## Titelheilige
Praxedis (Italiaans: Prassede) was een dochter van Pudens, de Romeinse senator die door de apostel Paulus wordt vermeld in diens tweede brief naar Timotheüs (4,21). De overlevering zegt dat Praxedis samen met haar zuster Pudentiana (Italiaans: Pudenziana) een doopvont zou hebben gebouwd in de huiskerk die haar vader had gesticht en die nu bekend is als de kerk Santa Pudenziana. Pudentiana stierf op jonge leeftijd; Praxedis zou in de vicus Lateranus een huiskerk hebben gebouwd die naar haar werd genoemd: de titulus Praxedis of in het Italiaans: Santa Prassede. 
Daar hield Praxedis een aantal christenen verborgen die werden vervolgd door keizer Antoninus Pius (138-161). Na hun marteldood zou Praxedis hun bloed hebben verzameld met een spons en zou ze de lichamen van haar geloofsgenoten hebben laten begraven in de catacomben van Priscilla waar ook haar vader Pudens en haar zuster Pudentiana reeds begraven lagen. Na haar eigen dood werd ook Praxedis in diezelfde catacomben bijgezet. Eeuwen later zouden hun relikwieën dan door paus Pachalis I zijn overgebracht naar de Santa Prassedebasiliek.
Men neemt aan dat de deze overlevering op weinig historische feiten berust. Het is zelfs niet zeker of de zusters Praxedis en Pudentiana werkelijk hebben bestaan.

## Geschiedenis

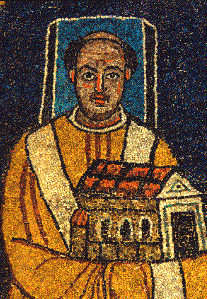
Paus Paschalis I afgebeeld op het mozaïek in de apsis van de Santa Prassede.

Een titulus Praxedis (huiskerk van Prassede) is reeds vermeld in een grafschrift van 491, maar de locatie ervan is niet bekend. Die eerste kerk werd door paus Adrianus I (772-795) volledigd verbouwd. 
Op een andere locatie werd de huidige kerk gebouwd door paus Paschalis I (817-824) naar het model van de oudchristelijke basilica's. Deze paus stond vooraan in de Karolingische renaissance die werd gestimuleerd door Karel de Grote, keizer van het Heilige Roomse Rijk. Deze stroming wilde zowel theologisch als artistiek terugkeren naar de wortels van het christendom. Paschalis zette twee ambitieuze programma's in gang: de bouw van veel nieuwe kerken en het bergen van gebeenten van martelaren uit de Romeinse catacomben.  
Het middenschip was oorspronkelijk door 11 zuilen aan weerszijden afgescheiden van de twee zijschepen. Vooraan waren een kort dwarsschip en een apsis. Onder de apsis werd een halfronde crypte uitgegraven, waar paus Paschalis de relikwieën van 2.300 gelovigen vanuit de catacomben in veiligheid liet brengen. Palend aan het rechter zijschip liet Paschalis een grafkapel voor zijn moeder Theodora bouwen.
Bij de kerk sloot een klooster van Griekse monniken aan. In 1198 werd dit klooster overgedragen aan de benedictijnen van Vallombrosa die het tot op heden nog steeds bewonen, zij het dat sinds 1870 grote gedeelten van de kloostergebouwen zijn onteigend door de Italiaanse staat en zijn verbouwd tot school.
Behalve de toevoeging van talrijke kunstwerken en graven zijn ook aan het gebouw zelf heel wat veranderingen aangebracht in de loop der eeuwen: 
- In het middenschip werden drie grote bogen geconstrueerd om het gebouw te ondersteunen; de fijne zuilen waarop die bogen rusten, werden gevat in zware vierkante pilasters.
- Aan beide zijden van de voorste triomfboog werd tussen 1564 en 1584 een klein balkon gebouwd vanwaar de belangrijkste relikwieën konden worden getoond.
- Onder de ramen van het middenschip werden op het einde van de 16de eeuw fresco's aangebracht met scènes uit het lijdensverhaal van Christus, afgewisseld met elegante engelen die voorwerpen uit dat lijdensverhaal dragen.
- De crypte onder het hoofdaltaar werd verbouwd in de 18de eeuw, en werd daardoor rechtstreeks toegankelijk vanuit het middenschip.
- Eveneens in de 18de eeuw werd het priesterkoor verhoogd en werd boven het hoofdaltaar een barok baldakijn gebouwd.
- In de 19de eeuw werd de houten cassettenzoldering vervangen.
- De bevloering van het schip werd in 1918 heraangelegd in neo-cosmatenstijl.
- Het atrium voor de gevel van de basiliek en de oorspronkelijke hoofdingang aan de Via di San Martino ai Monti, werden buiten gebruik gesteld. Tegenwoordig is de basiliek enkel toegankelijk vanuit de zij-ingang aan de Via di Santa Prassede, op een boogscheut van de Santa Maria Maggiore.

In het gebouw bevinden zich de resten van de lichamen uit het opgegraven gebied van de Catacombe van SInt-Calixtus, waaronder die van 16 pausen. Ze zijn naar dit gebouw verplaatst te voorkomen dat toeristen de graven ontheiligen door fragmenten en relikwieën te verwijderen.

## Beschrijving

### Priestergedeelte

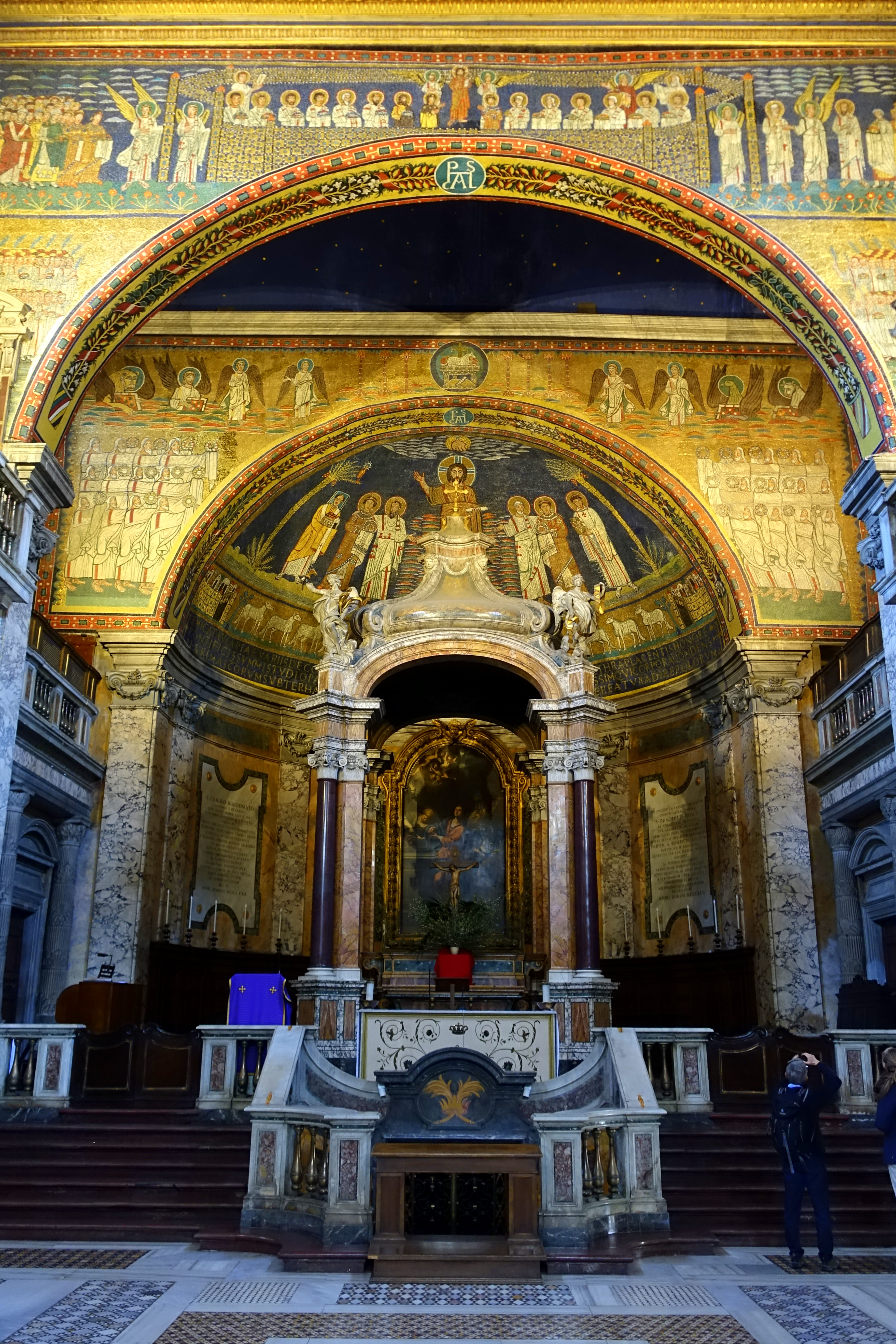
Apsis, priesterkoor en ingang naar de crypte.

Het priestergedeelte werd omstreeks 1730 verhoogd om het belang van het hoofdaltaar sterker tot uiting te laten komen, zoals was opgelegd door het Concilie van 1725. Het hoofdaltaar is overkapt door een baldakijn. De porfieren zuilen ervan ondersteunen een koepeltje dat met vloeiende lijnen opstijgt naar het kruis. Op de hoeken staan vier engelen in stucwerk die instrumenten van Christus' lijdensverhaal dragen.
Het schilderij (eerste helft 18de eeuw) onder het mozaïek in de apsis toont de heilige Praxedis die geholpen door drie dienaressen het ingezamelde bloed van de christelijke martelaren in een put giet. De martelscène van haar geloofsgenoten is in de verte rechts op het schilderij voorgesteld.

### Crypte
Tegelijk met de verhoging van het priestergedeelte werd de toegang naar crypte onder het hoofdaltaar aangelegd omstreeks 1730. Daardoor werd de crypte rechtstreeks toegankelijk vanuit het middenschip. Aan weerszijden van een korte gang staan vier antieke sarcofagen. Een daarvan zou de relikwieën van Pudentiana en Praxedis bevatten.
De voorzijde van het altaar in de cripte is bekleed met 13de-eeuws cosmatenwerk, dat afkomstig is van het vroegere hoofdaltaar van de basiliek. Het erg verweerde fresco boven dit altaar toont de zwangere Maria tussen Pudentiana en Praxedis.

### Mozaïeken vooraan
De mozaïeken in de concha en op beide triomfbogen werden aangelegd door paus Paschalis I en zijn dus omstreeks 820 te dateren. 

#### Mozaïek in de concha

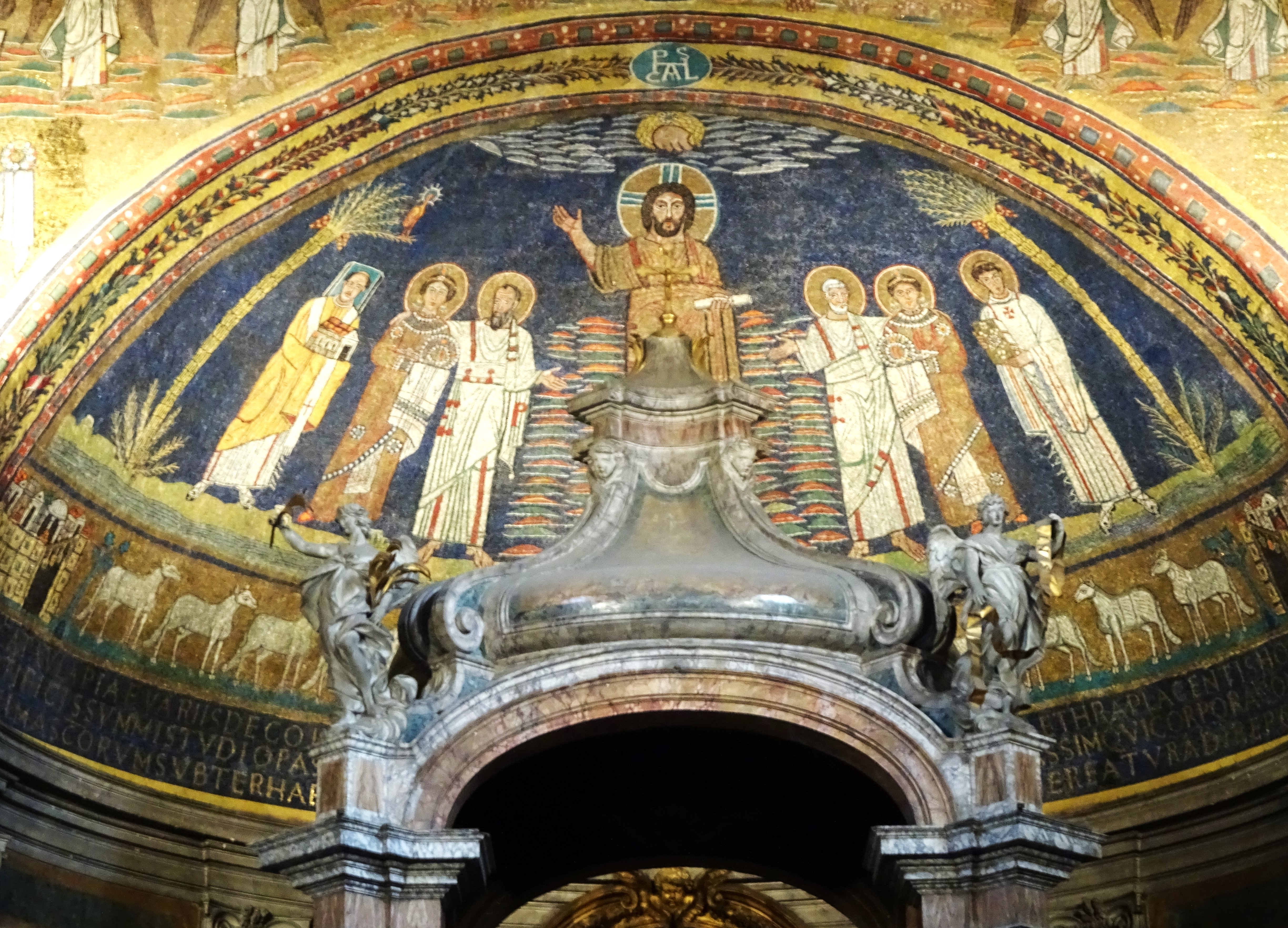
Mozaïek in de concha van de apsis.

Centraal in de concha staat Christus die over vurige wolken afdaalt uit de hemel om het Laatste Oordeel te vellen ("parousia"). In zijn ene hand draagt hij de boekrol van de Wet, met de andere toont hij de wonde van zijn kruisiging. Boven zijn aureool zien we de hand van God de Vader die hem de zegekrans toereikt.
Gezien vanuit het standpunt van de kijker staat links van hem Sint Paulus die teder z'n arm slaat over de heilige Praxedis (Prassede) om haar aan te bevelen bij Christus. Uiterst links staat paus Paschalis I met in zijn handen het model van deze basiliek die hij heeft laten bouwen. Alle heiligen in de concha dragen een gouden aureool, maar als nog levende persoon draagt Paschalis een vierkante blauwe aureool.
Rechts staat Petrus die Hem de heilige Pudentiana aanbeveelt, de zuster van Praxedis. Beide zusters zijn gehuld in rijkelijke kledij en dragen een diadeem op het hoofd. De heilige uiterst rechts zou de priester Zeno kunnen zijn aan wie de grafkapel in het rechter zijschip is gewijd, maar zeker is dat niet.
De 7 figuren zijn geflankeerd door twee dadelpalmen; op de linkse zit de feniks, de mythologische vogel die uit zijn eigen as herrijst en daarom symbool staat voor de verrijzenis uit de dood. Rondom zijn hoofd straalt de rijzende zon als een aureool.
Onder deze groep stroomt de Jordaan, en daaronder staat centraal het Lam (Christus) naar wie zich tweemaal zes schapen richten die de apostelen voorstellen en voortkomen uit de Bijbelse steden Bethlehem en Jeruzalem. In de Latijnse verzen eronder spreekt Paschalis de hoop uit een plaats in de hemel te verdienen omdat hij deze basiliek heeft laten bouwen en er de relikwieën van talloze heiligen een veilig onderkomen heeft gegeven.

#### Achterste triomfboog

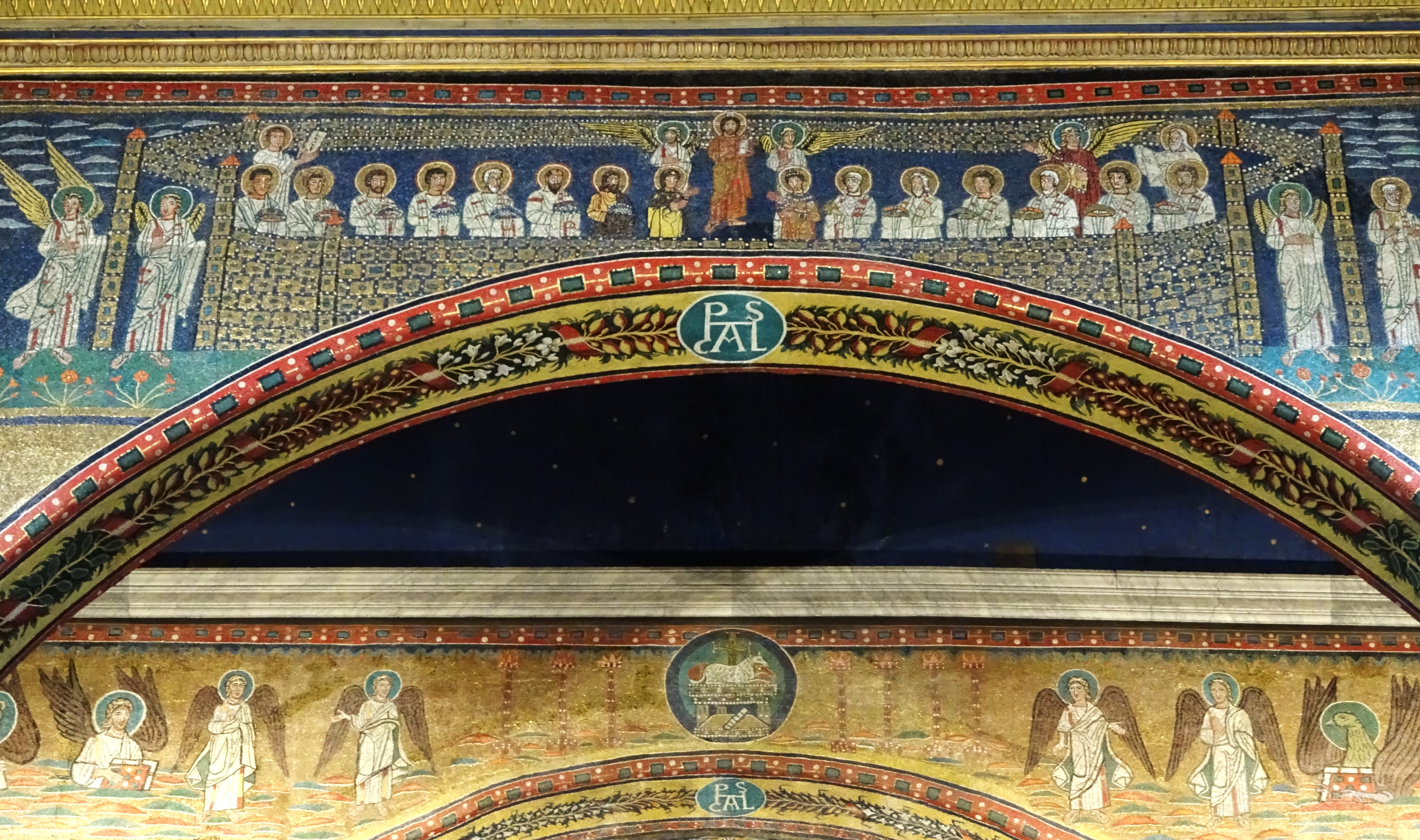
De voorste en de achterste triomfboog.

Op de achterste triomfboog staat in het midden Christus' troon met daarbij het Lam, het Boek en het Kruis. Aan weerszijden staan de 7 kandelaars van de Apocalyps en telkens twee engelen. Aan de uiteinden de symbolische voorstelling van de vier Evangelisten: links Marcus (leeuw) en Matteüs (mens), rechts Johannes (adelaar) en Lucas (os). Daaronder tweemaal 12 ouderlingen in witte gewaden die hun krans aanbieden. Op de onderkant van de triomfboog lezen we het monogram van Paschalis omgeven door twee kleurrijke slingers van bloemen en vruchten.

#### Voorste triomfboog
Op de voorste triomfboog prijkt het hemelse Jeruzalem als een schitterende stad waarvan de muren zijn bezet met edelstenen; deze voorstelling is geïnspireerd op hoofdstuk 21 van de Apocalyps van Johannes. In het centrum ervan staat Christus tussen twee engelen. Eveneens in het midden van de stad maar iets lager staan links Maria, Johannes de Doper en Sint Paulus; rechts Praxedis en Sint Pieter gevolgd door 5 apostelen. De ingangen van de stad worden bewaakt door engelen. 
Uiterst links en rechts wachten de mensenscharen die hopen in de hemelse stad te worden binnengelaten. Boven hun hoofden zweeft een licht wolkendek; zelf staan ze in een gestileerde paradijstuin. In de zwikken daaronder staan groepen nog levende mensen met palmtakken en kransen. Deze afbeeldingen zijn gedeeltelijk opgeofferd voor de bouw van twee kleine balkons die op het einde van de 16de eeuw werden aangebracht voor het tonen van relikwieën.

### Middenschip

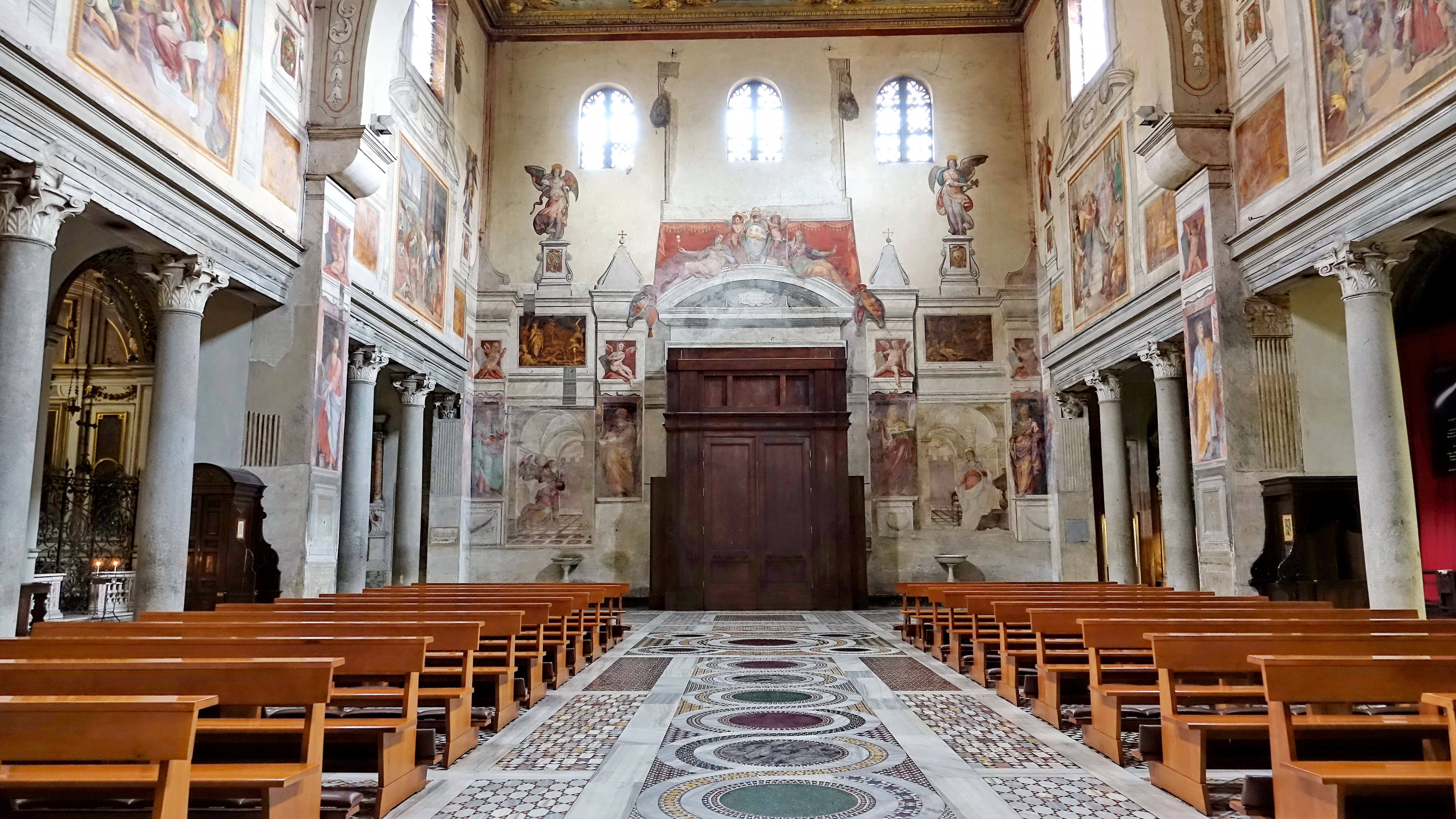
Het middenschip naar achteren gezien.

Onder de ramen van het middenschip hebben verschillende kunstenaars tussen 1594 en 1596 fresco's aangebracht die scènes van het lijdensverhaal van Christus uitbeelden. Vooraan links beginnend en dan in tegenwijzerzin zijn de volgende scènes voorgesteld: Jezus bidt in de Tuin van Gethsemane (Hof van Olijven); het verraad van Judas en de gevangenneming van Jezus; Jezus voor Kaiphas; Jezus voor Pilatus; de geseling; Hij krijgt de doornenkroon opgezet; Pilatus toont de gefolterde Christus aan de massa ("Ecce homo"); Veronica en de tocht naar Kalvarie. Aan weerszijden van elke scène staat een elegante engel met instrumenten uit het passieverhaal.
Eveneens van het einde van de 16de eeuw dateren de fresco's van de Boodschap aan Maria op de binnenzijde van de voorgevel: links van de hoofdingang staat de engel Gabriël, en rechts ervan Maria. Boven het timpaan van de hoofdingang staat het wapenschild van paus Clemens VIII (van de familie Aldobrandini) tussen de personificaties van het Geloof en de Rechtvaardigheid. Over heel de lengte van het middenschip zijn op de pilasters de apostelen afgebeeld (18de eeuw).
De bevloering van het middenschip is uitgevoerd in de middeleeuwse cosmatenstijl maar dateert pas uit 1916-1918. De grote porfieren schijf achteraan vervangt die putrand die voorheen op deze plaats in de kerk stond, en die herinnerde aan de put waarin Praxedis volgens de legende het bloed van haar gemartelde geloofsgenoten had verzameld.
Het houten cassettenplafond werd vernieuwd in 1868.

### Zijschepen

#### Kapel van het Kruis

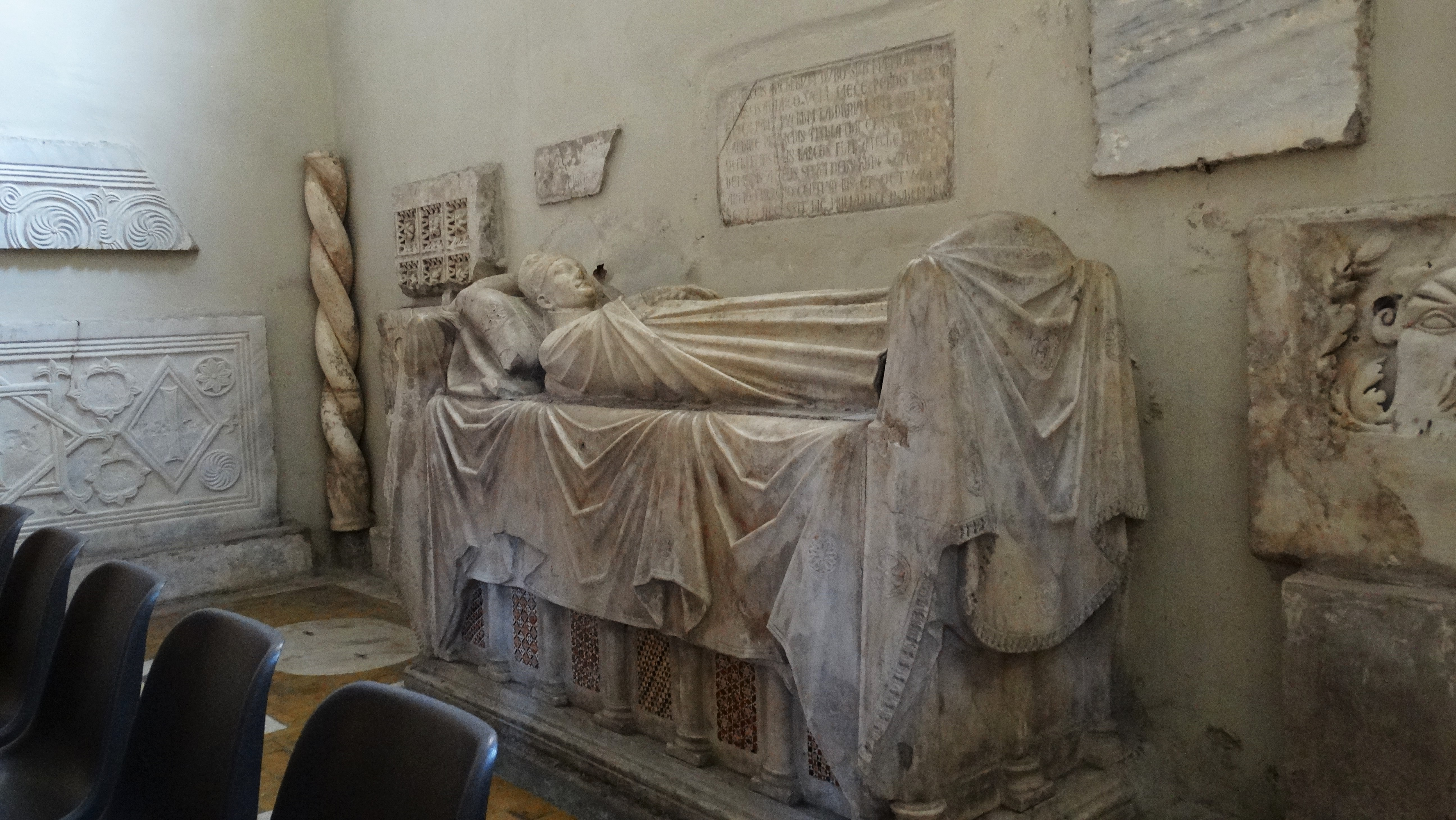
Graf van kardinaal Pantaleone Anchier in de Cappella del Crocifisso.

Het rechtertransept werd omgevormd tot kapel gewijd aan het Heilig Kruis (Cappella del Crocefisso), genoemd naar het beschilderde houten kruisbeeld uit de 14de eeuw dat hier wordt bewaard. Tegen de muren van de kapel zijn talrijke fragmenten aangebracht van de middeleeuwse schola cantorum.
In deze kapel bevindt zich het grafmonument uit 1286 van kardinaal Pantaleone Anchier, titularis van deze basiliek die in deze kapel werd vermoord. De kardinaal is voorgesteld liggend op een catafalk. Daarover is een laken sierlijk gedrapeerd; aan de voorzijde is cosmatenwerk afgewisseld met fijne zuiltjes. Dit werk wordt toegeschreven aan Arnolfo di Cambio. 

#### Rechter zijschip
Tussen de zijingang van de basiliek en de Zenokapel is een inscriptie uit de 9de eeuw ingemetseld die de namen vermeldt van heiligen wiens resten door Paschalis I naar deze basiliek werden overgebracht.
Tegen de eerste pilaster is het grafmonument van bisschop Giovanni Battista Santoni. Het borstbeeld van de overledene dateert van 1614 en zou een jeugdwerk zijn van Gian Lorenzo Bernini, toen nog maar 16 jaar.
Tegenover de eerste pilaster is de grafkapel van kardinaal Alain de Coetivy (Italiaans: Alano Cetine), titularis van deze basiliek van 1448 tot 1474. Zijn grafmonument in klassieke stijl links in deze kapel wordt toegeschreven aan Andrea Bregno.

#### Zenokapel

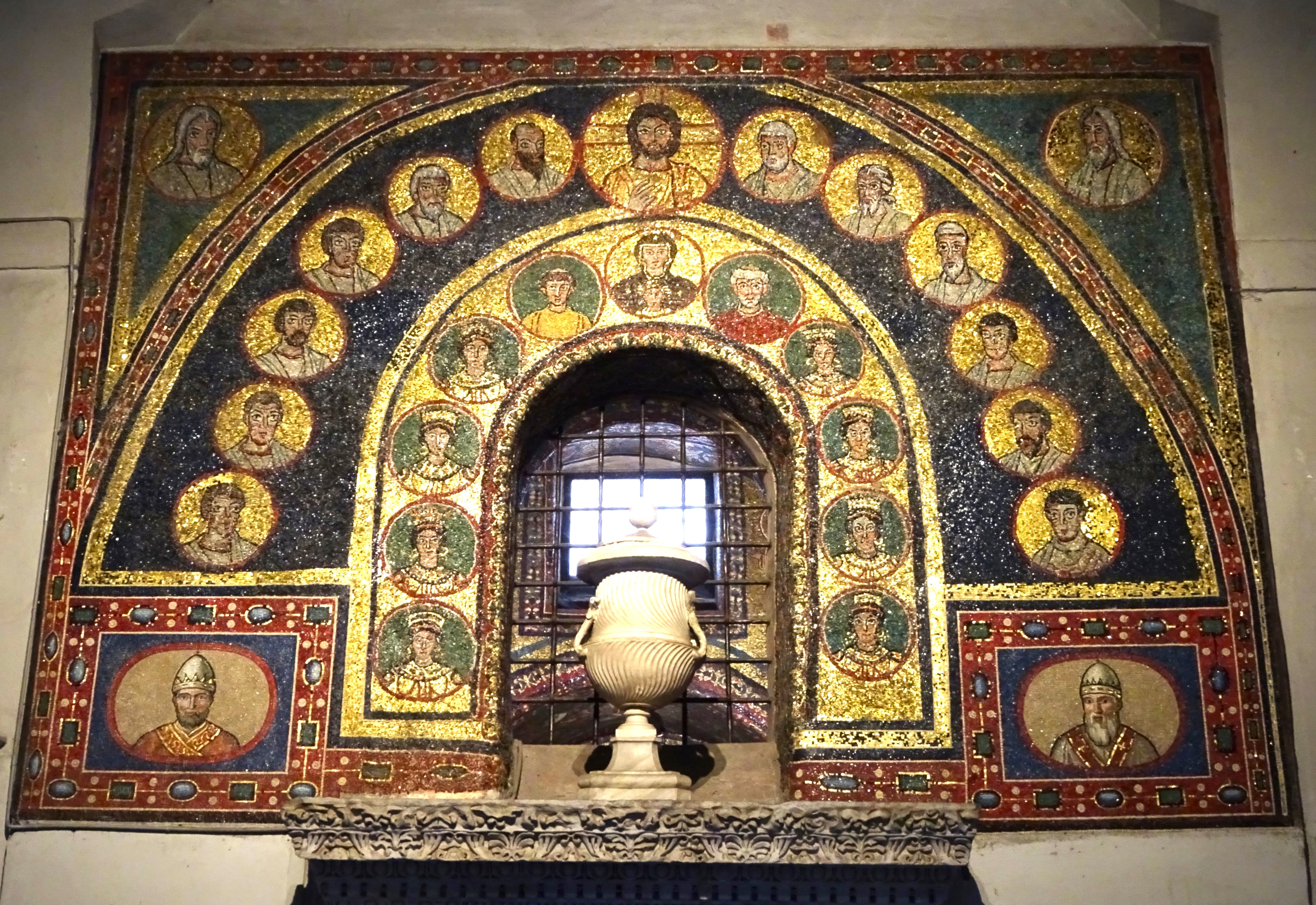
Mozaïek boven de ingang van de Zenokapel.

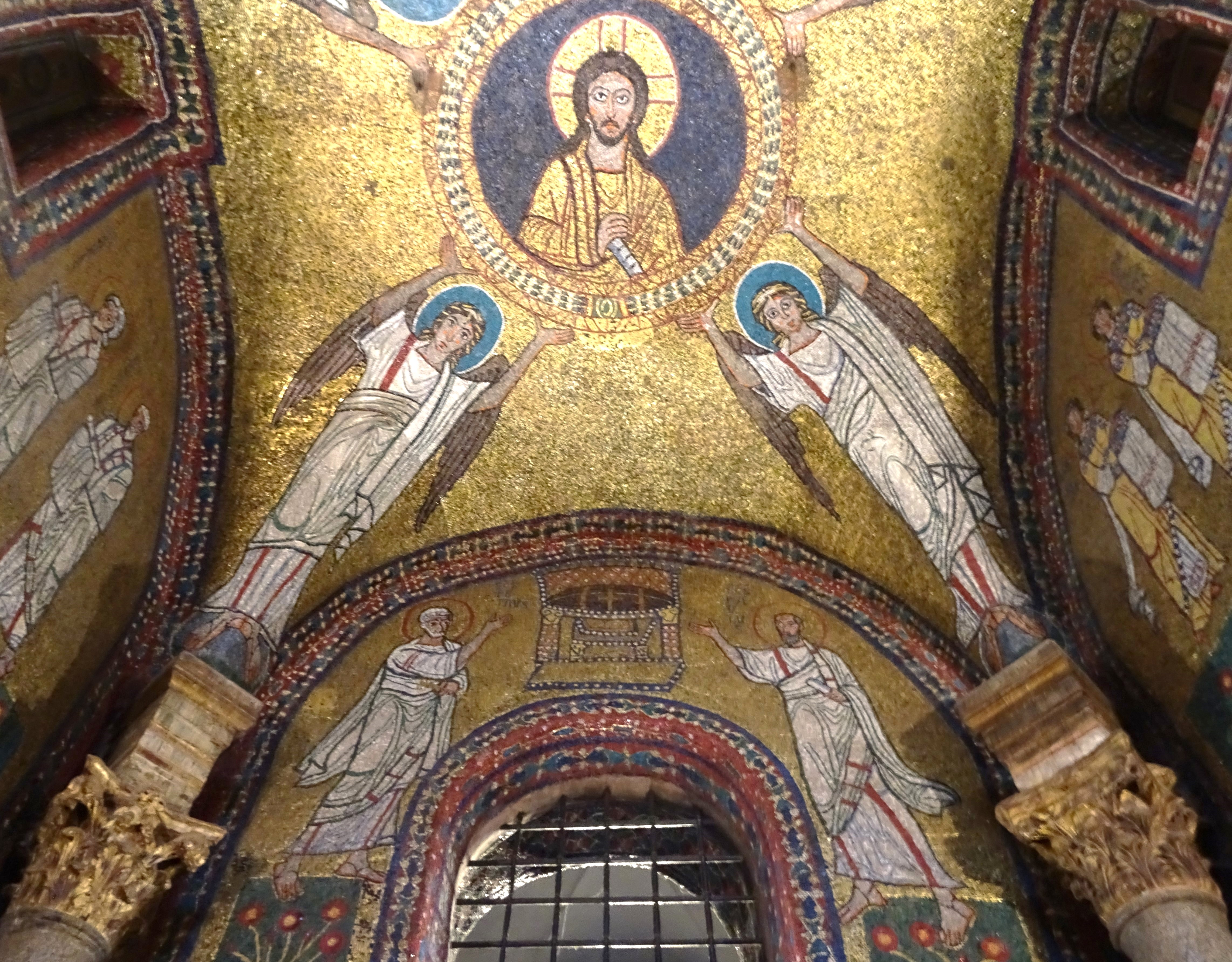
Christus in medaillon ondersteund door engelen. Daaronder wijzen Petrus en Paulus Zijn troon aan.

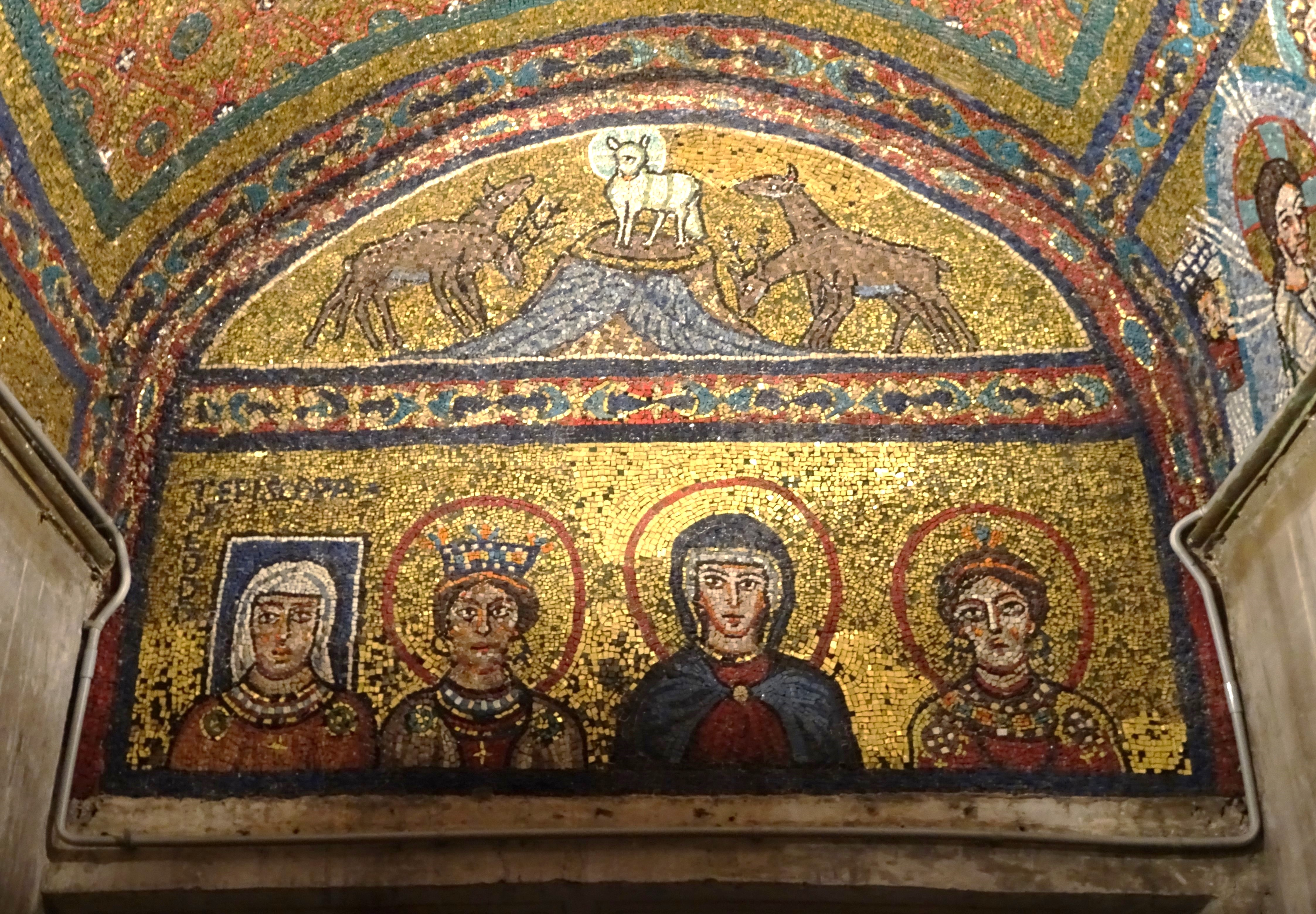
Theodora, Praxedis, Maria en Pudentiana. Daarboven het Lam en de stromen van het paradijs.

De Zenokapel sluit aan op het rechterzijschip, tussen de eerste en de tweede pilaster. Deze kapel is de belangrijkste uiting van byzantijnse kunst in Rome en wordt om haar unieke pracht zelfs "de Tuin van het Paradijs" genoemd. De bouwheer van heel de basiliek, Paschalis I (817-824) liet deze kapel bouwen als grafkapel voor zijn moeder Theodora. Passend voor een grafkapel verwijzen vele afgebeelde scènes naar het Laatste Oordeel. De kapel is gewijd aan de heilige Zeno; om welke Zeno het precies gaat valt niet meer te achterhalen. 
Het raam boven de ingang van de Zenokapel is aan de buitenzijde dubbel omringd door hoofden van heiligen. Centraal in de binnenste kring staat Maria met Kind afgebeeld tussen de heiligen Zeno en Valentinus, Pudentiana en Praxedis en andere vrouwelijke heiligen. In de buitenste kring zien we bovenaan Christus tussen Petrus en Paulus en verder de overige apostelen. In de hoeken bovenaan de profeten Mozes en Elias, en onderaan twee pausen (deze laatste aangebracht of minstens gerestaureerd in de 19de eeuw); wellicht is Paschalis I een van beiden. Het raam rust op een herbruikte antieke architraaf die een sierlijke asurne uit de 3de eeuw draagt.
Het interieur van de kleine kapel heeft een Grieks kruis als grondplan, en is haast volledig overdekt met mozaïeken tegen een gouden achtergrond. Het gewelf is een laat voorbeeld van byzantijnse stijl in Rome en heeft de vorm van een ondiepe koepel met pendentieven. Vanuit de hoeken ondersteunen vier gevleugelde engelen de lauwerkrans rond een medaillon waarin Christus figureert met een gekruist aureool en met de rol van het Boek in zijn handen. Allen hebben ze een blik die ver boven het aardse is verheven. De porfieren zuilen in de hoeken hebben fijn bewerkte, vergulde kapitelen. Ze hebben geen echt dragende functie, maar lijken de engelen te ondersteunen: een prachtig samengaan van architectuur en mozaïekkunst.
In de lunet rond het raam naar het middenschip wijzen Petrus en Paulus de troon aan die klaarstaat voor Christus wanneer die terugkeert voor het Laatste Oordeel ("etimasia").  
Op de wand aan de linkerzijde (voor wie gericht is naar het altaar van de kapel) zijn bovenaan de heiligen Agnes, Pudenziana en Praxedis afgebeeld die hun kransen in de richting van het altaar dragen. In de nis daaronder in diezelfde linkerwand is Paschalis' moeder Theodora afgebeeld en met name genoemd; de toevoeging 'episcopa' is te begrijpen als 'moeder van de bisschop'. Uit de blauwe aureool blijkt dat zij nog leefde toen deze kapel werd gebouwd. Naast haar staan Praxedis (met kroon), Maria en Pudentiana. Daarboven staat het Lam op een heuvel waaruit de vier stromen van het paradijs ontspringen waaraan herten zich komen laven.
Het altaar van deze kapel bevindt zich tegen de buitenmuur van de basiliek. Bovenaan bemiddelen Maria en Johannes de Doper bij de oordelende Christus, hier gesymboliseerd door het licht dat door het venster valt. In de nis daaronder is de Transfiguratie afgebeeld: Jezus in goddelijke verschijning tussen Mozes en Elias in de mandorla, gadegeslagen door de apostelen. In het 13de-eeuwse mozaïek boven het altaar staat Maria met Kind tussen Pudentiana en Praxedis.
Aan de rechterzijde van de kapel is een blind raam met links daarvan Johannes met in de handen het boek zijn geschriften (evangelie en Apocalyps) en rechts de apostelen Andreas en Jacobus met boekrollen. In de nis daaronder staat de zegenende Christus tussen twee heiligen. Daaronder is deze muur geopend naar aanpalende kapel. Daar wordt een kleine zuil bewaard die in 1223 door kardinaal Giovanni Colonna naar Rome werd gebracht na de vijfde kruistocht, en die werd vereerd als de zuil waaraan Christus was vastgebonden wanneer hij werd gegeseld.
De kapel is bevloerd met een intarsia van marmerfragmenten, als een vroege (9de-eeuwse) voorloper van  cosmatenwerk.

#### Linker zijschip

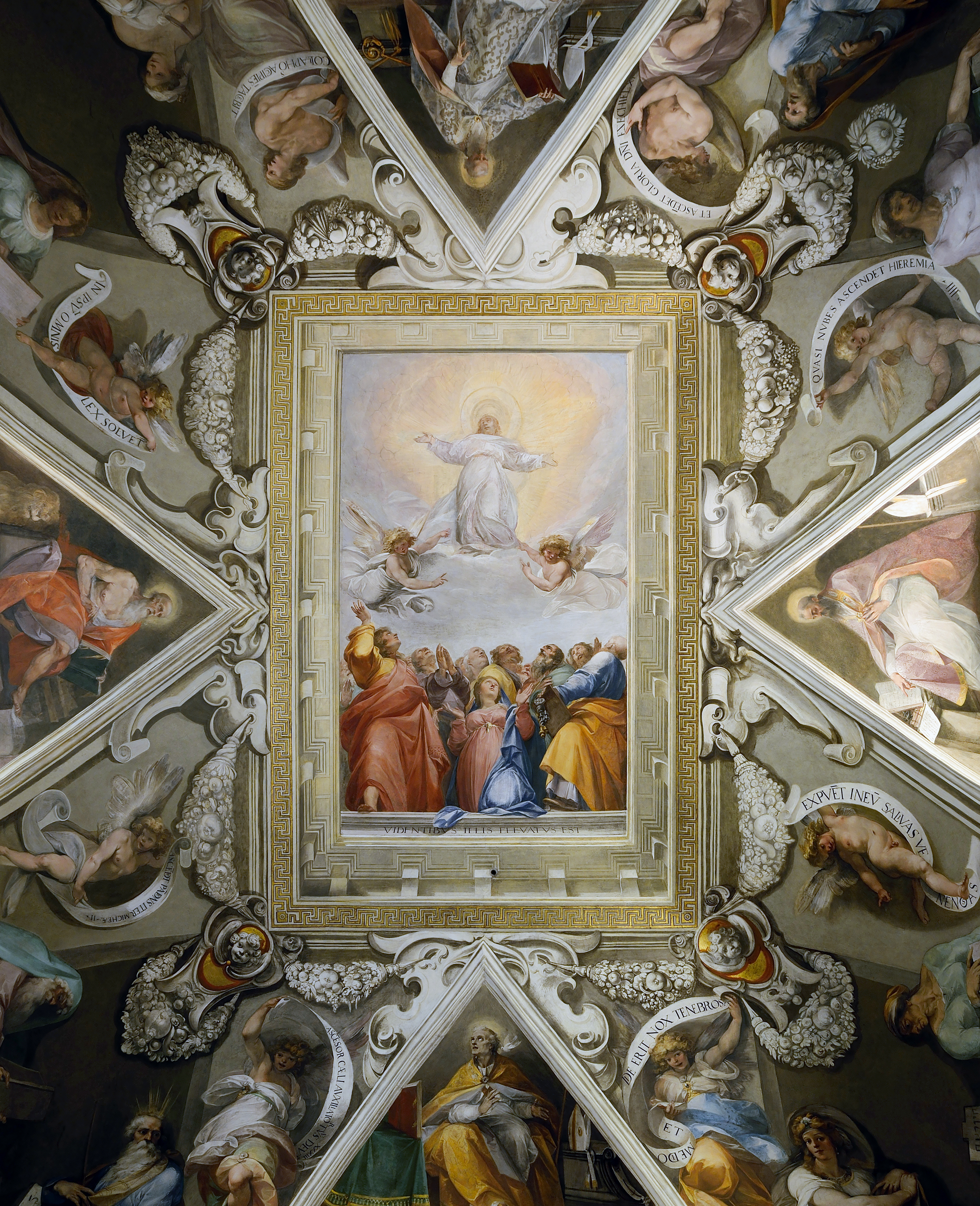
Het gewelf van de Olgiati-kapel.

Tegenover de Zenokapel ligt in het linker zijschip de Olgiati-kapel, in 1583-1586 ontworpen door Martino Longhi de Oude en genoemd naar de opdrachtgevers: Olgiati, een welstellende bankiersfamilie. Het gewelf is gedecoreerd met fresco's van de hand van Cavalier d'Arpino. In het centrale paneel ervan aanschouwen Maria en de apostelen de hemelvaart van Christus; in de vlakken errond figureren kerkvaders, profeten en sibillen.
Tussen de Olgiatikapel en de sacristie ligt de kapel die is gewijd aan de heilige Giovanni Gualberto, de stichter van de orde der benedictijnen van Vallombrosa die sinds 1198 en tot op heden het klooster bij deze kerk betrekken. De decoratie van deze kapel dateert uit 1933 en vertoont gelijkenissen met de Sezession-kunst.
Rechts van de kapel van Giovanni Gualberto ligt de doorgang naar de sacristie. Daar treft men links van het altaar het schilderij "De geseling van Christus" aan dat vroeger ten tonrechte werd toegeschreven aan Giulio Romano. 
Bovenop het linker dwarsschip van de basiliek (dus aan de overzijde van de Kapel van het Kruis) is op het einde van de 13de eeuw de campanile gebouwd (niet toegankelijk voor het publiek). 

### Exterieur

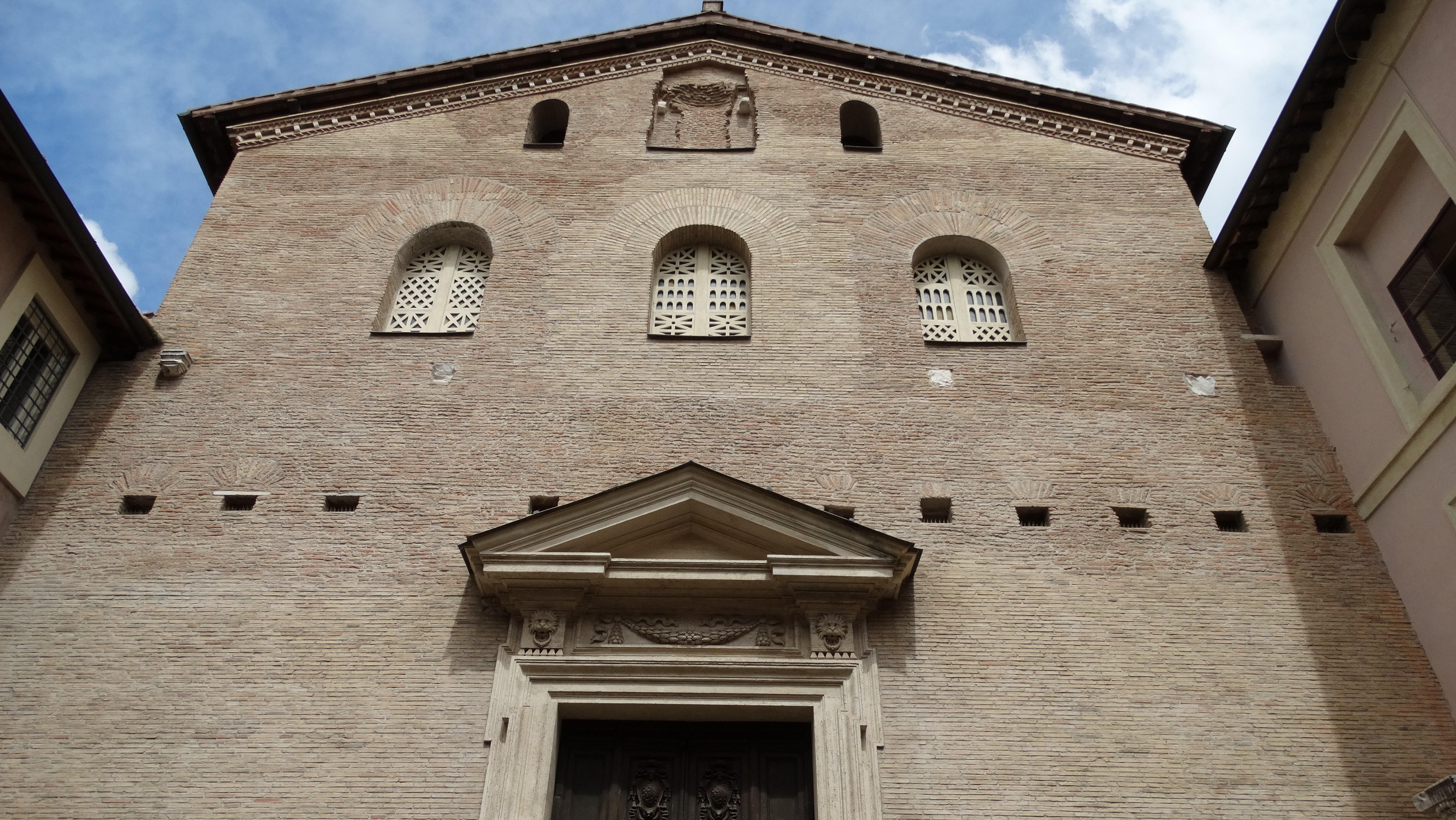
De voorgevel.

De voorgevel van de basiliek is het resultaat van een reconstructie in 1937-1938. Het portaal ervan dateert uit de renaissance; men vermoedt dat de basiliek oorspronkelijk niet één maar drie ingangen had. Het bovendeel van de gevel was oorspronkelijk bezet met mozaïek, maar daarvan zijn slechts schaarse resten bewaard gebleven.
De voorgevel is voorafgegaan door een vierkant voorhof waarvan het romaanse ingangsportaal aan de Via di San Martino ai Monti ligt. Deze ingang en de poort in de voorgevel van de basiliek zijn echter meestal gesloten. De basiliek is toegankelijk langs de zijingang in de Via di Santa Prassede.

## Titelkerk
Enkele kardinaal-titularissen van deze basiliek waren:
- 796 Paschalis Massimi, de latere paus Paschalis I
- 1138-1141 Ubaldo Allucingoli, de latere paus Lucius III
- 1542-1543 Giovanni Maria Ciocchi del Monte, de latere paus Julius III
- 1564-1584 Carlo Borromeo
- 1594-1600 Alessandro de Medici, de latere paus Leo XI
- 1680-1681 Pietro Ottoboni, de latere paus Alexander VIII
- 1996 - heden   kardinaal-priester Paul Poupard.

## Galerij

### Mozaïeken vooraan

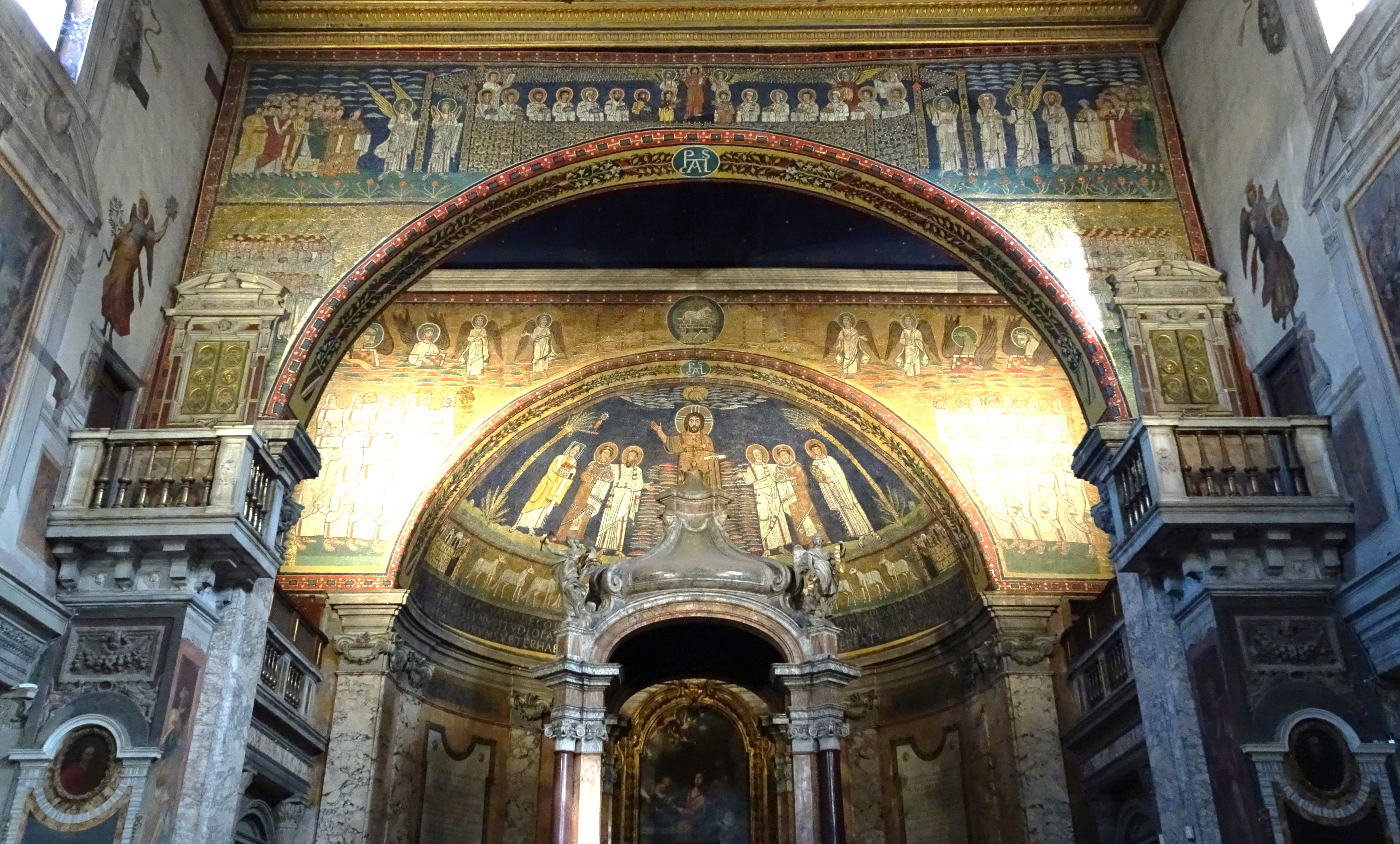
De mozaïeken vooraan en het baldakijn boven het hoofdaltaar.
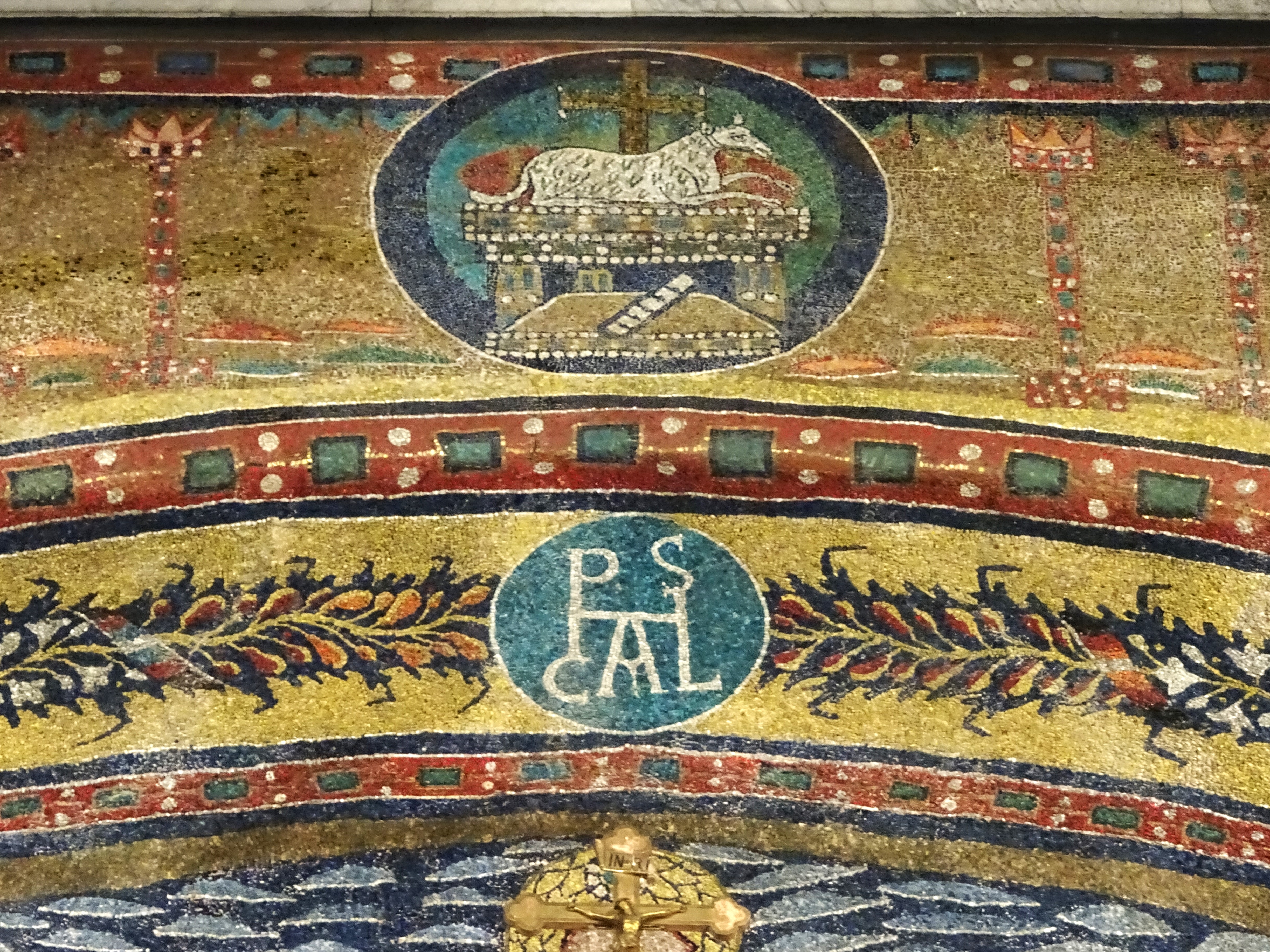
Het monogram van paus Paschalis I.
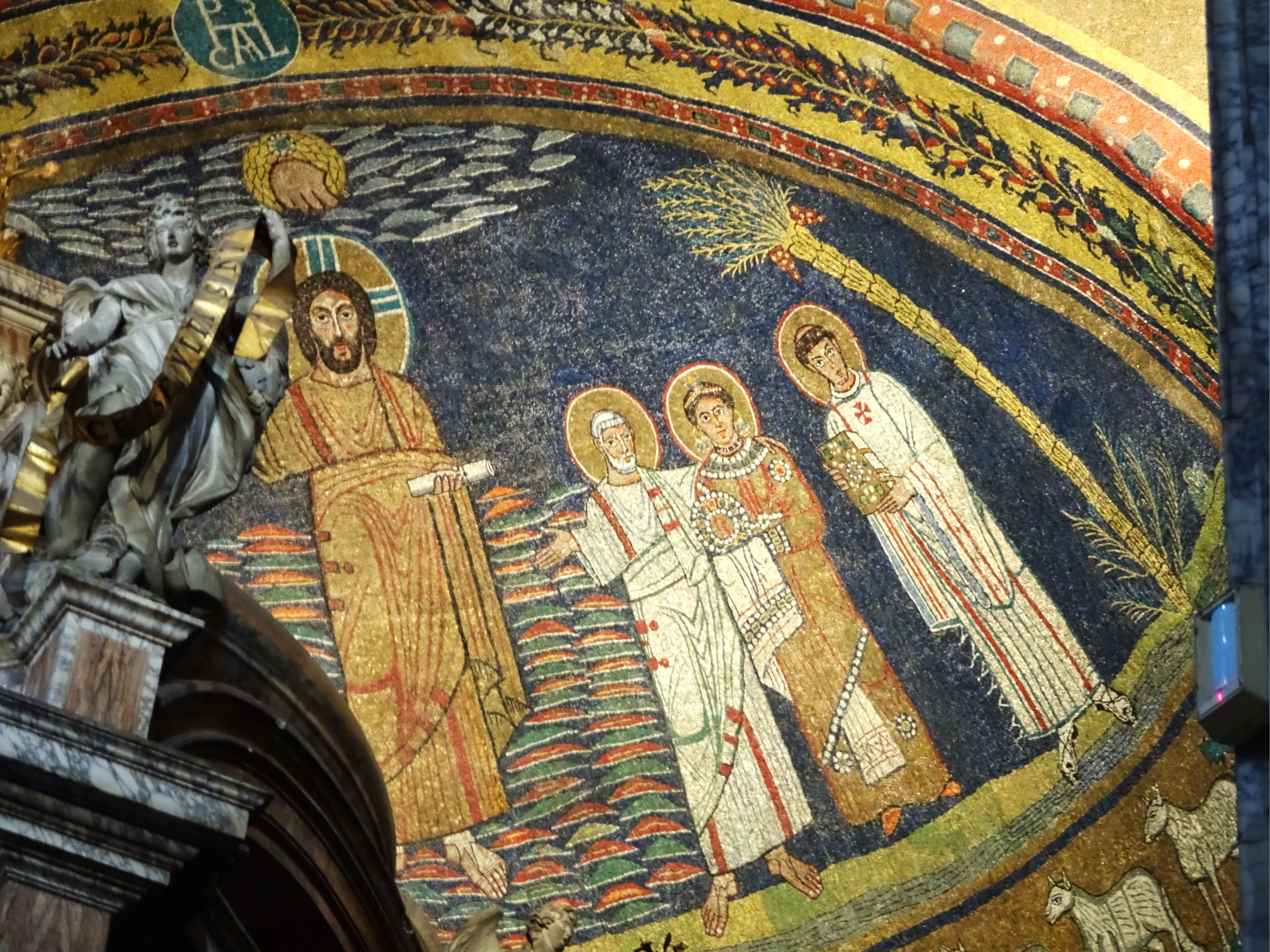
Apsismozaïek: Christus, Petrus, Pudentiana en (Zeno?).
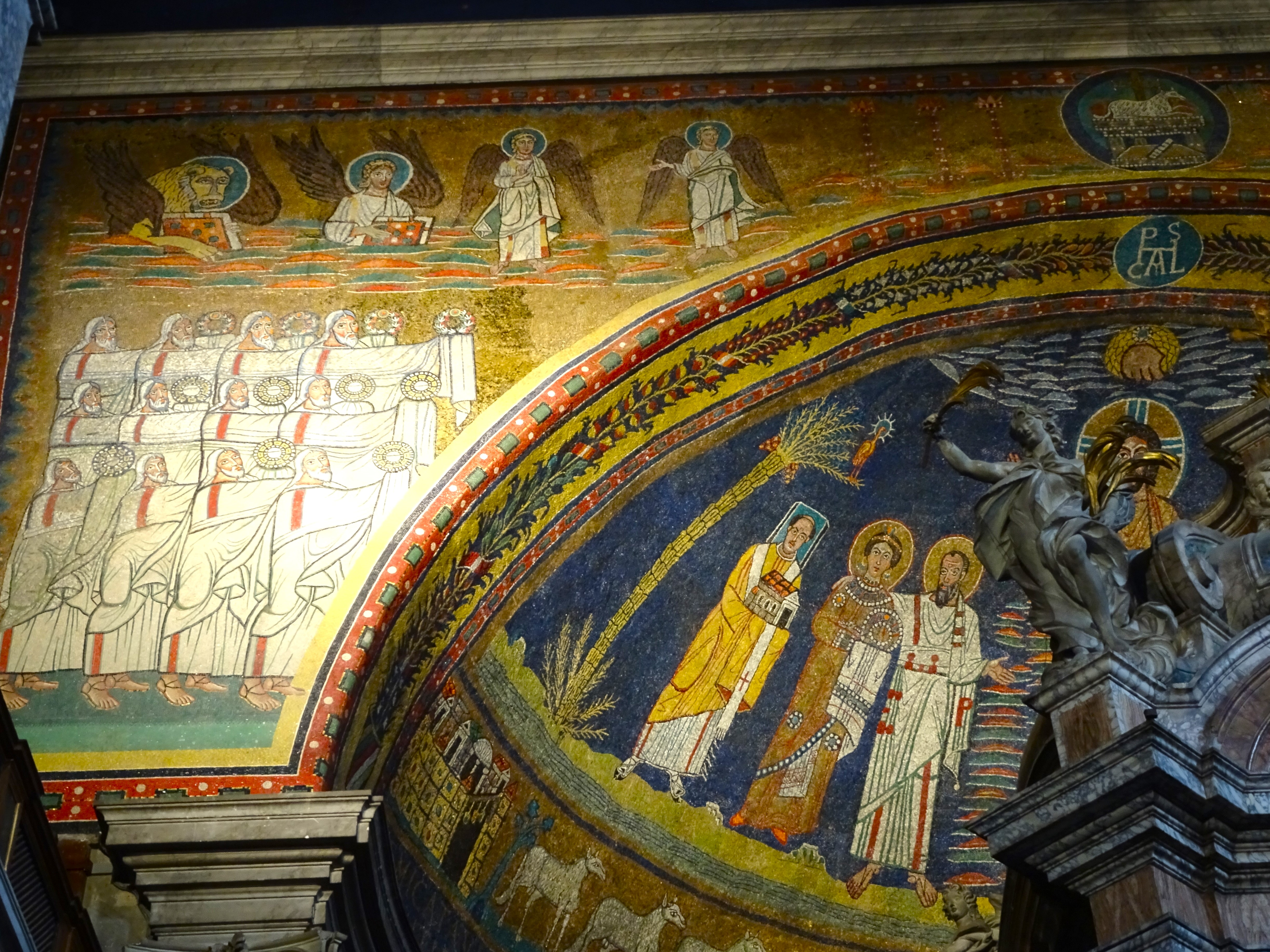
Apsismozaïek: Paschalis, Praxedis en Paulus.

### Schip

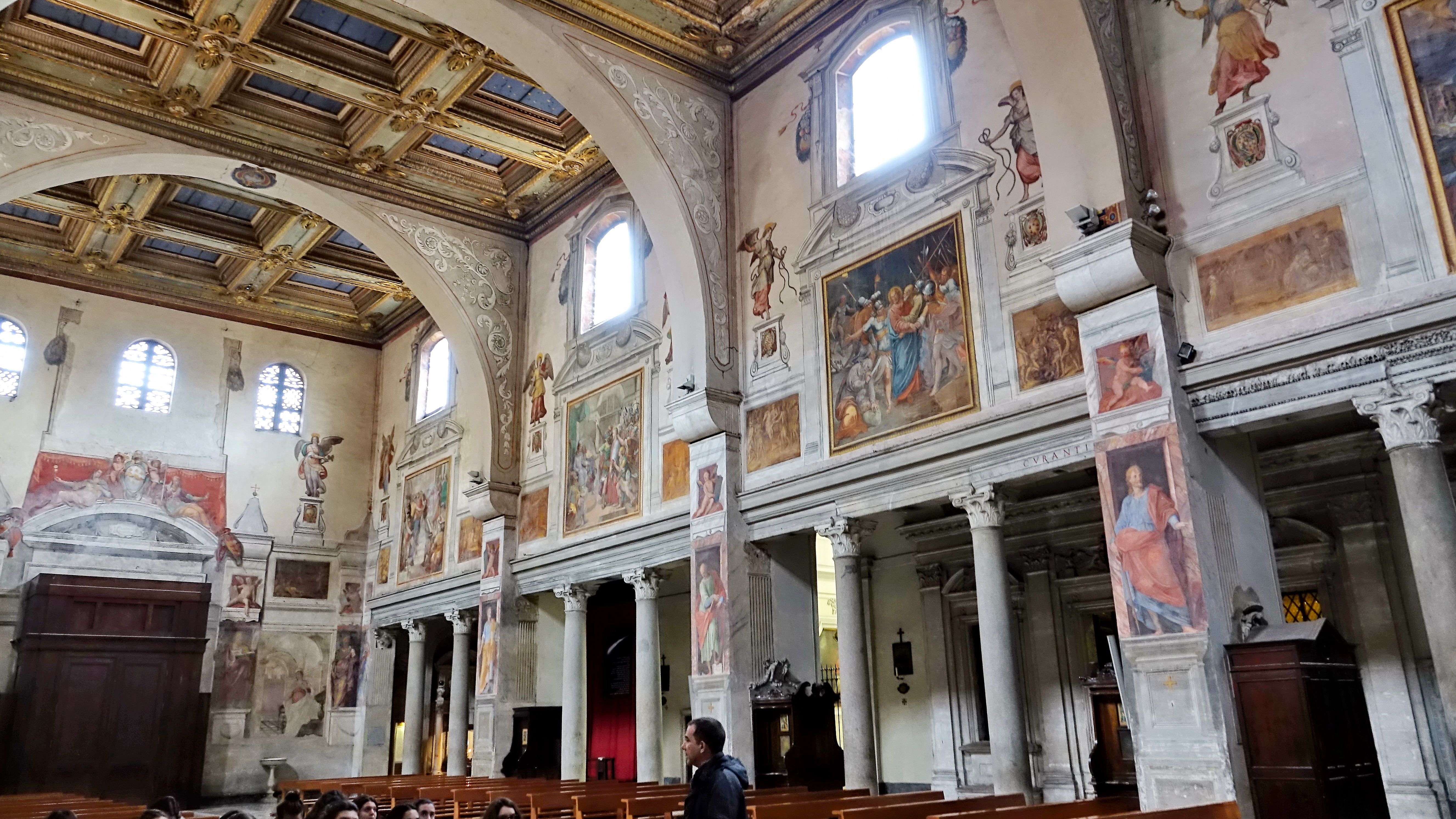
Linkerzijde van het middenschip.
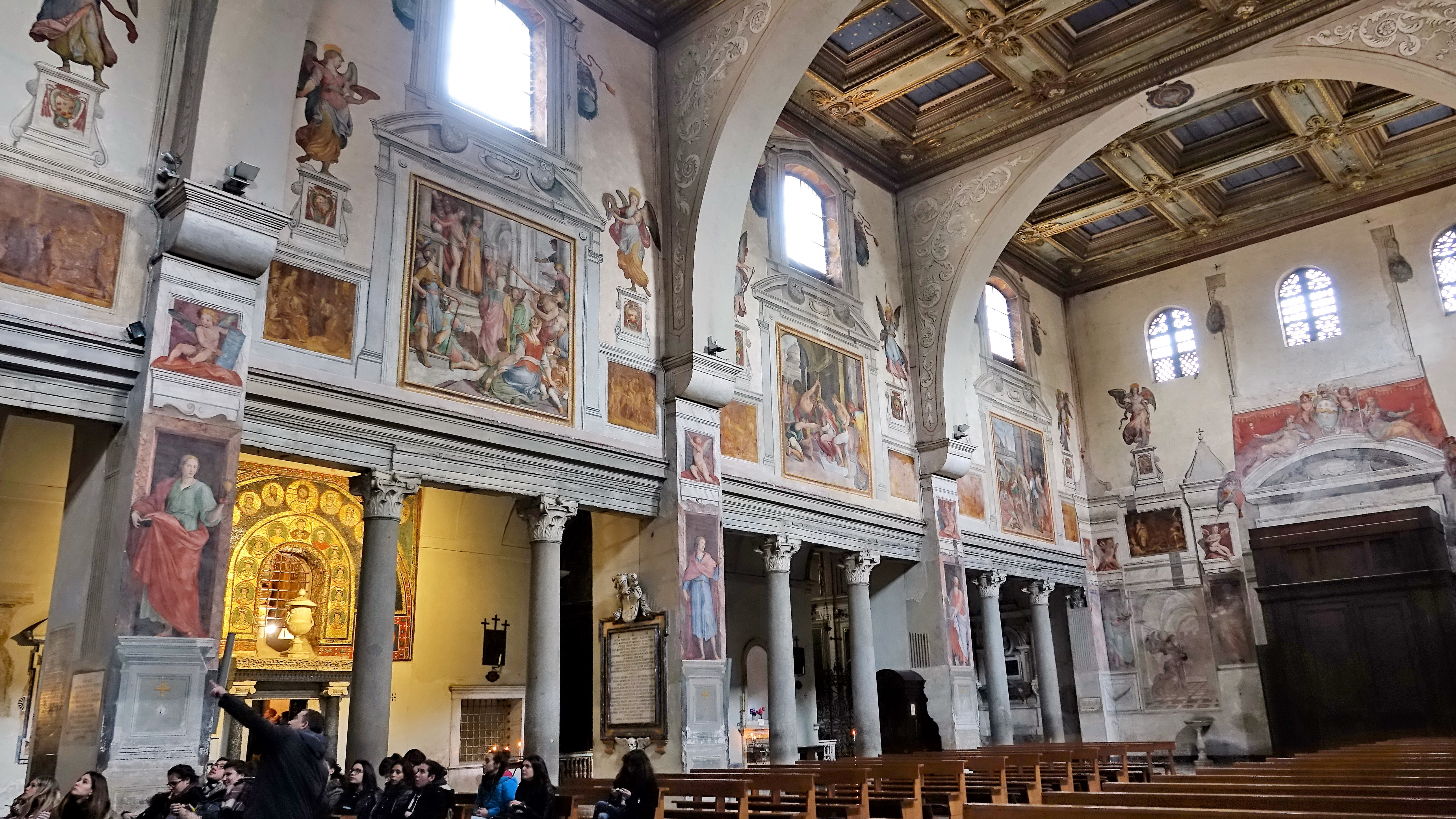
Rechterzijde van het middenschip.
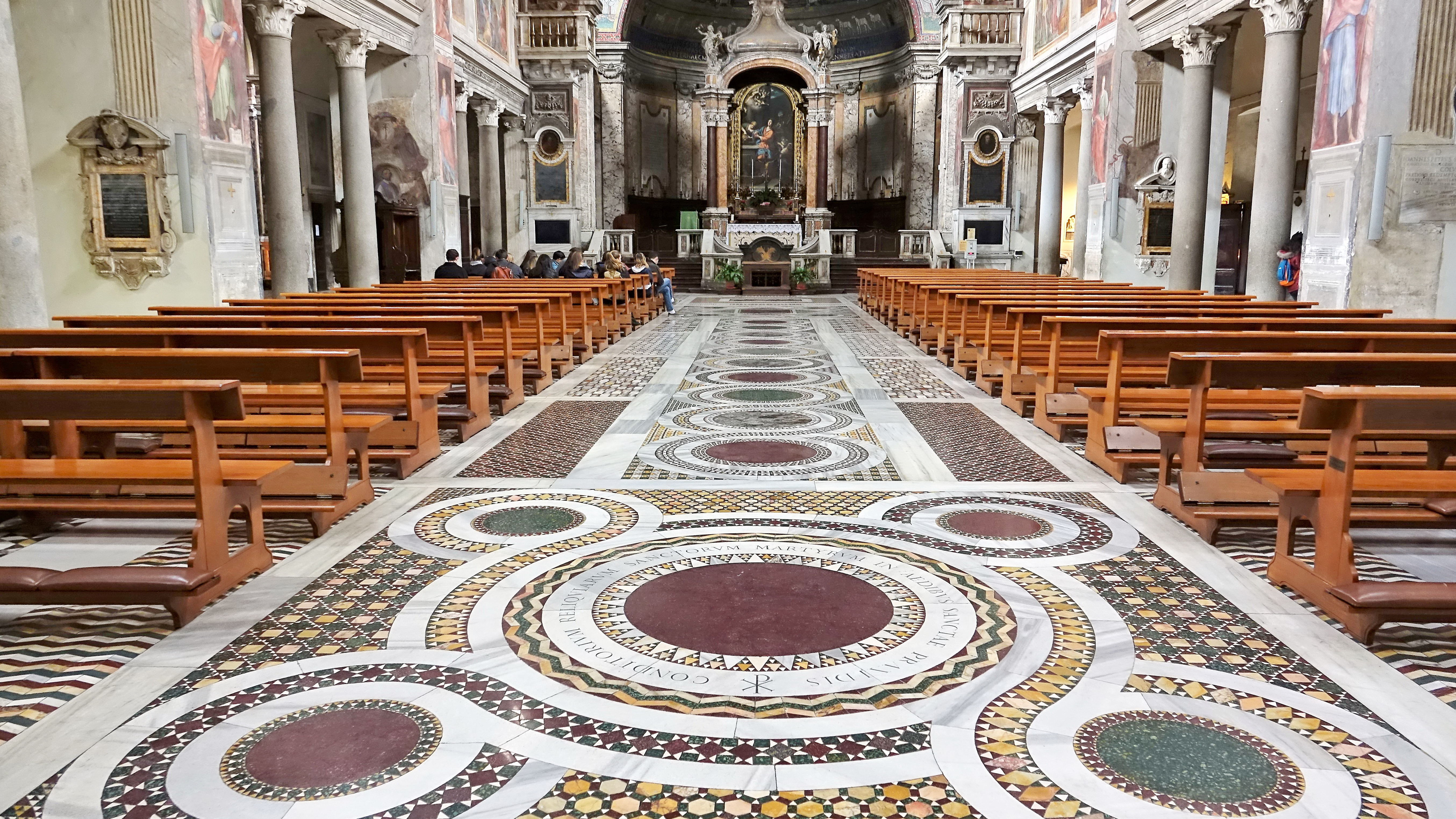
Vloer in neocosmatenstijl.
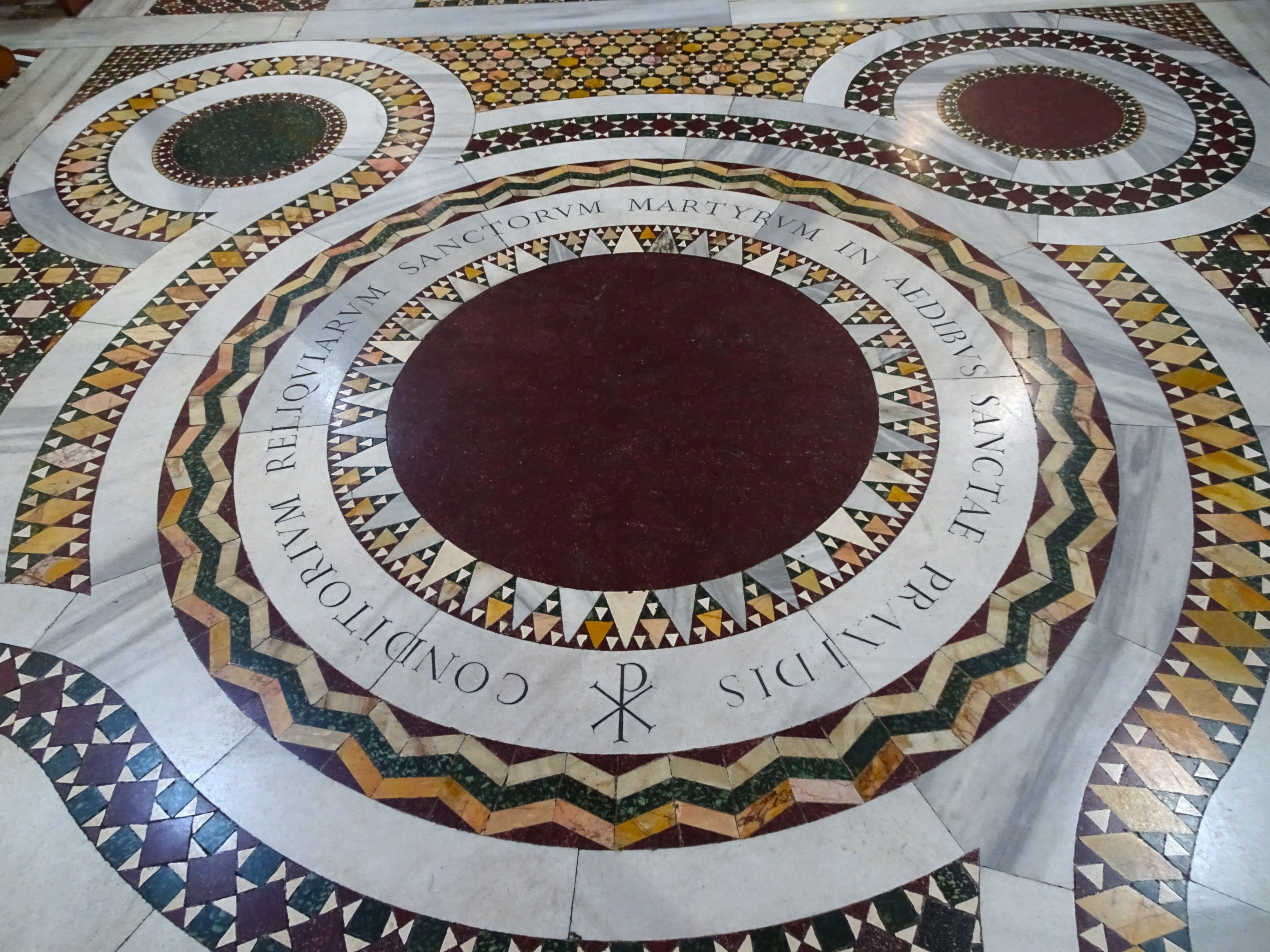
De porfieren schijf die aanduidt waar voorheen de putrand stond.
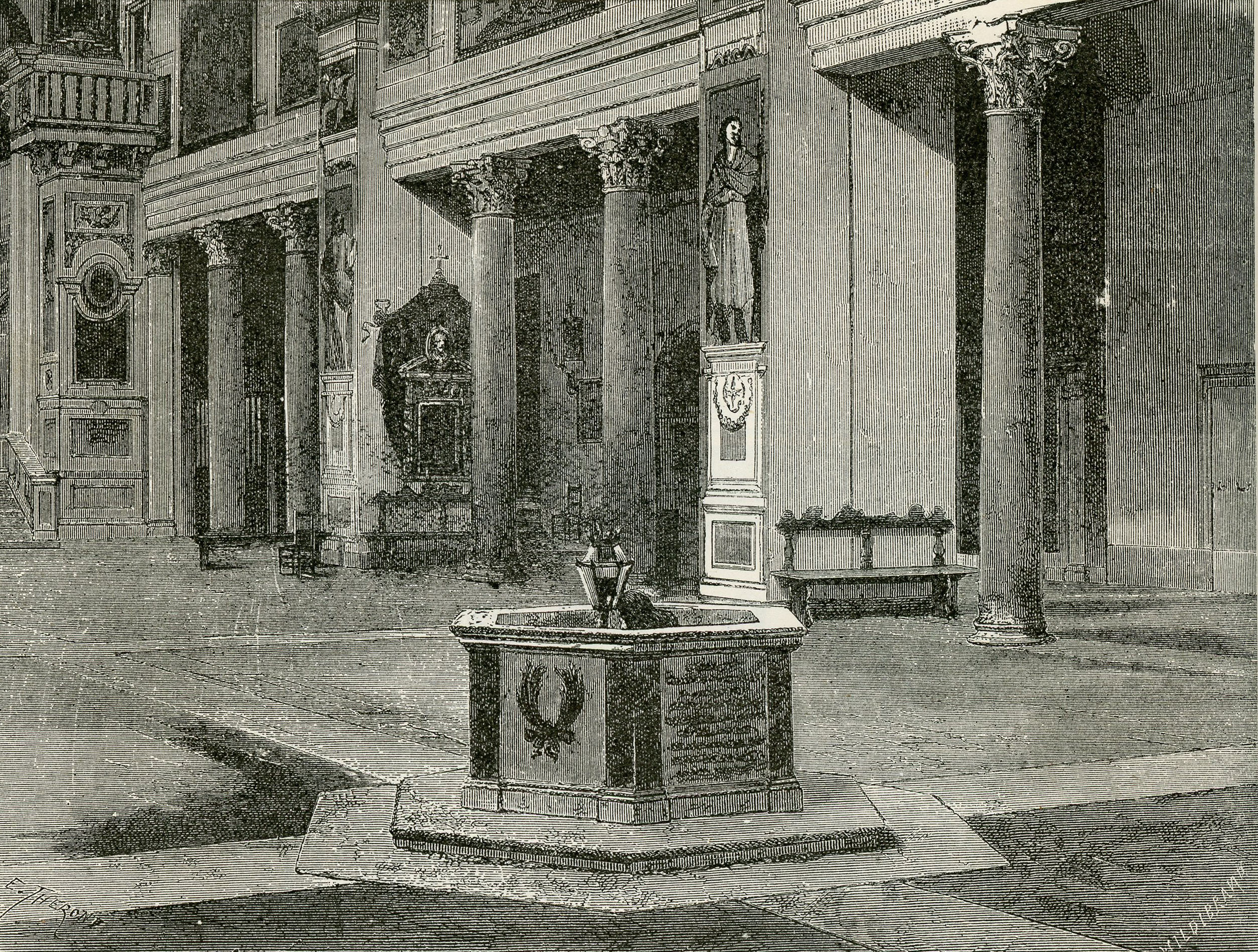
De putrand die tot begin 20ste eeuw herinnerde aan de put waarin Praxedis het bloed van de martelaren had verzameld.
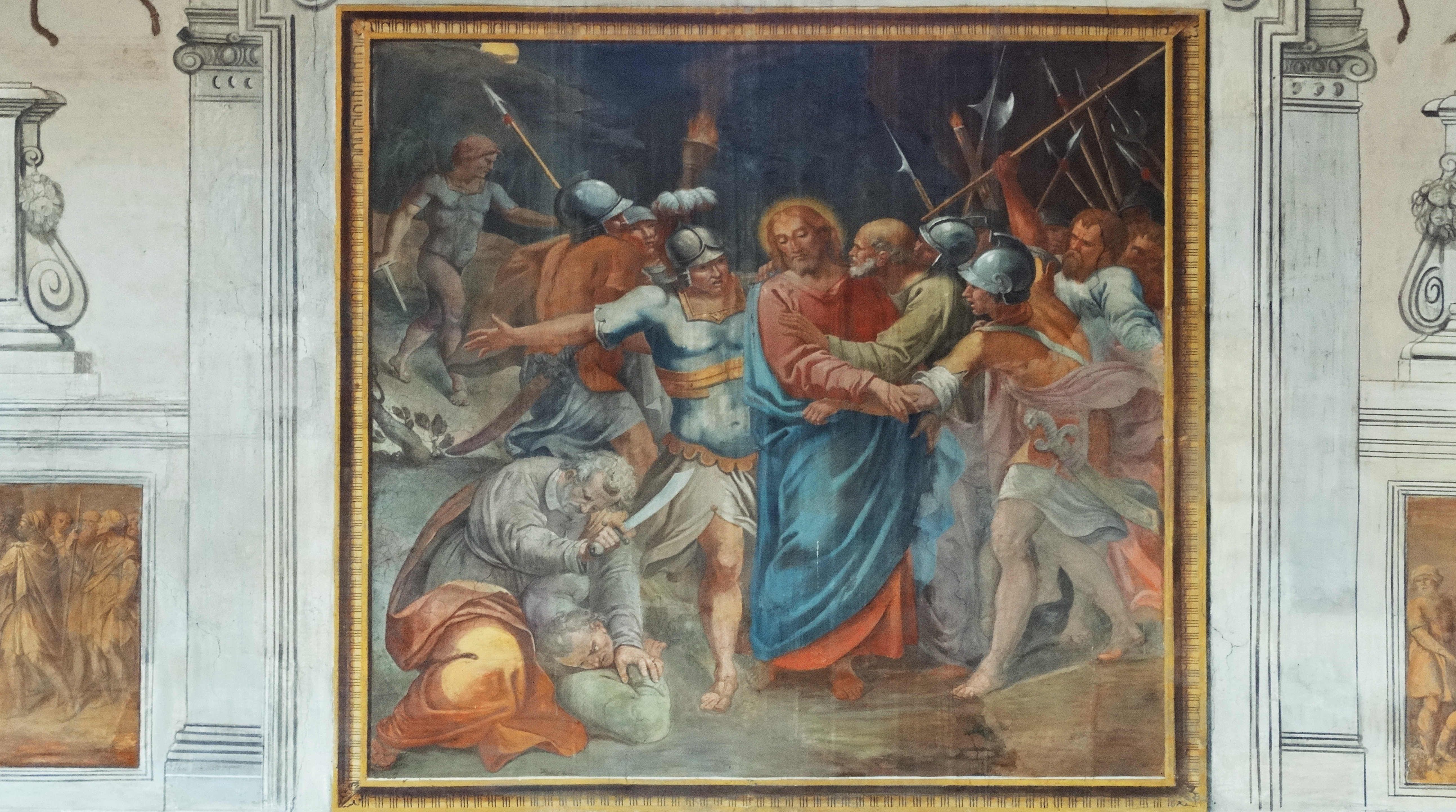
Fresco in het middenschip: de gevangenneming van Jezus.
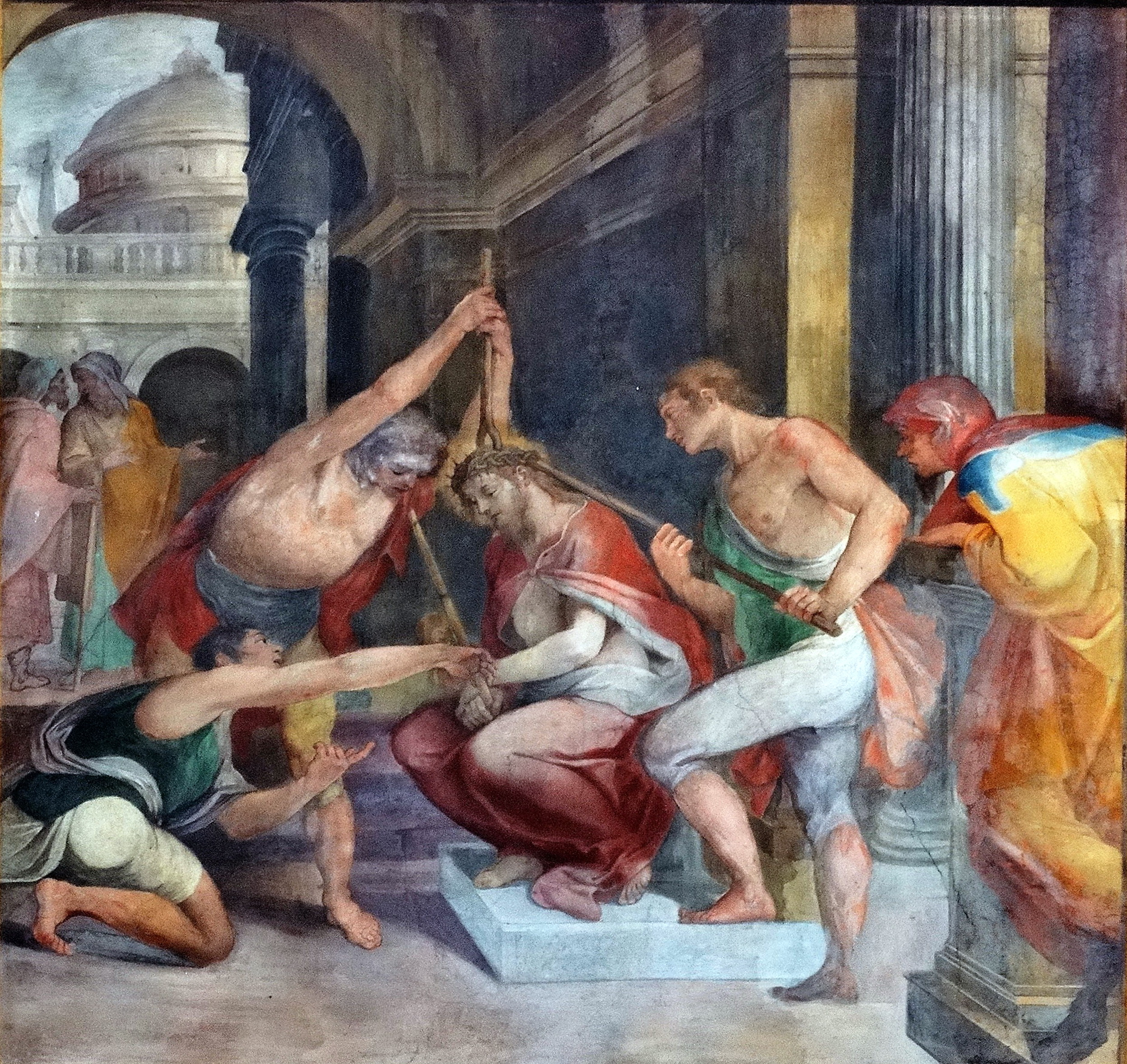
Fresco in het middenschip: de doornenkroon.
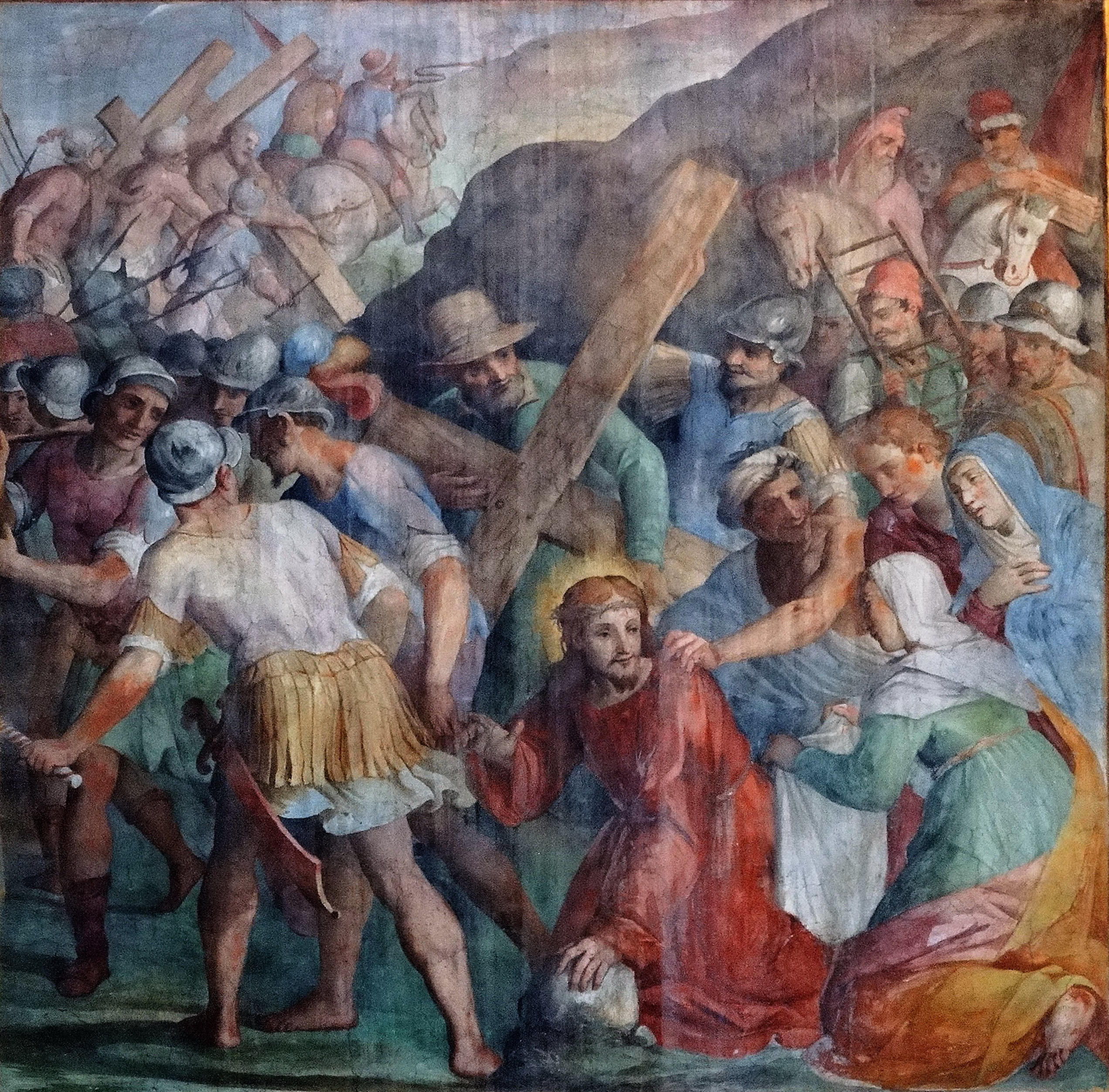
Fresco in het middenschip: Veronica en de Kalvariegang.
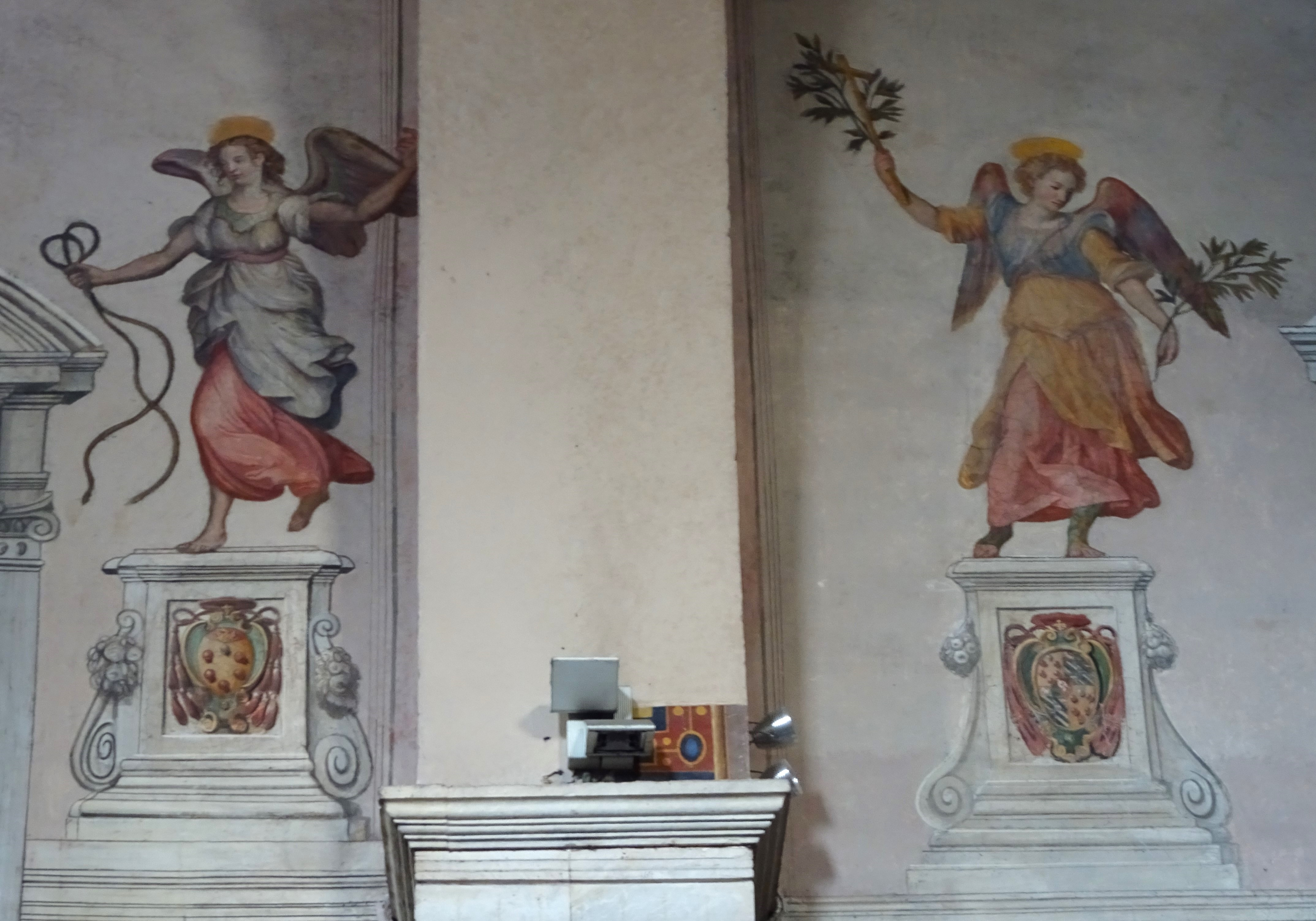
Fresco in het middenschip: engelen met de marteltuigen.
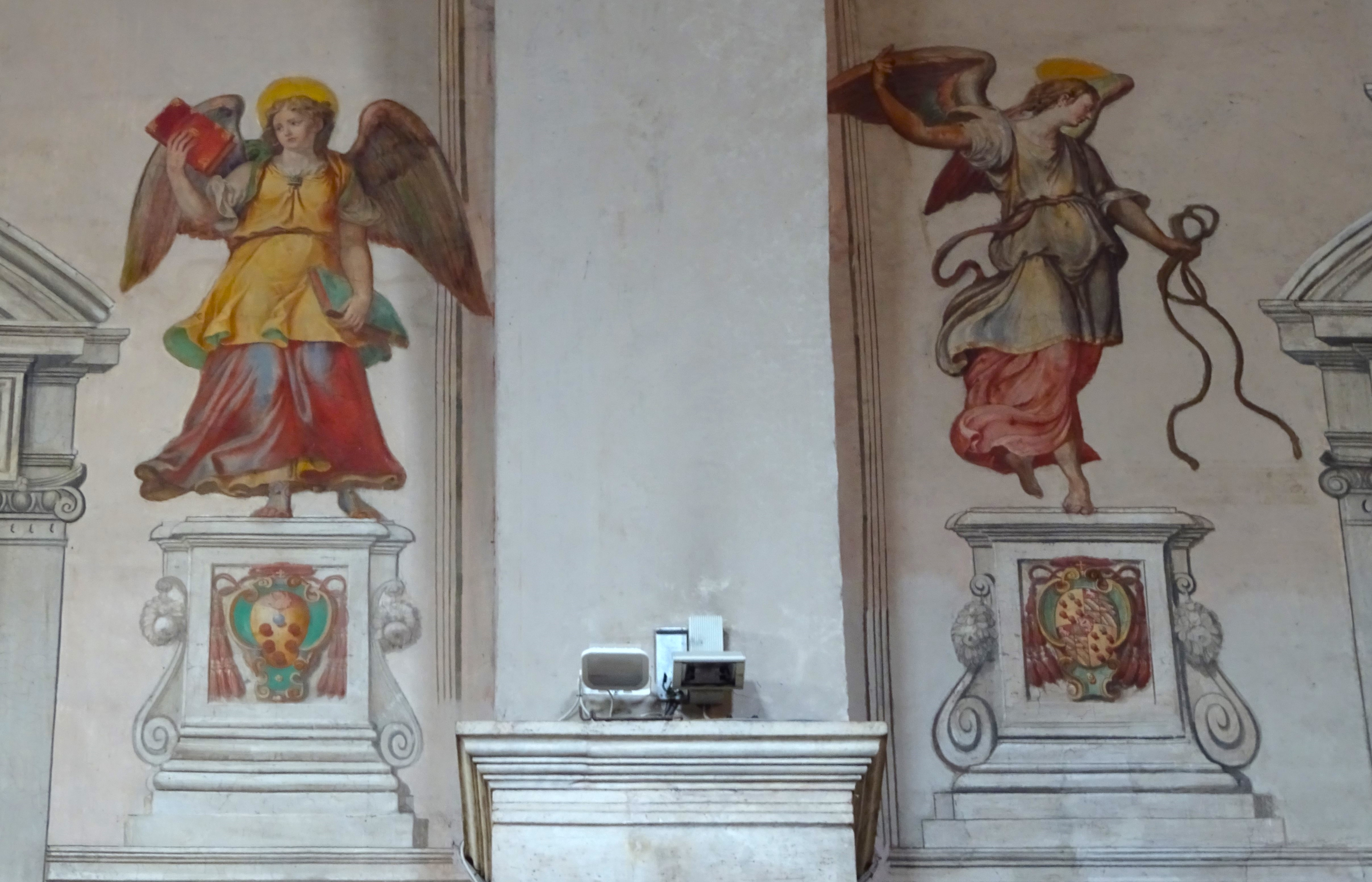
Fresco in het middenschip: engelen met de marteltuigen.
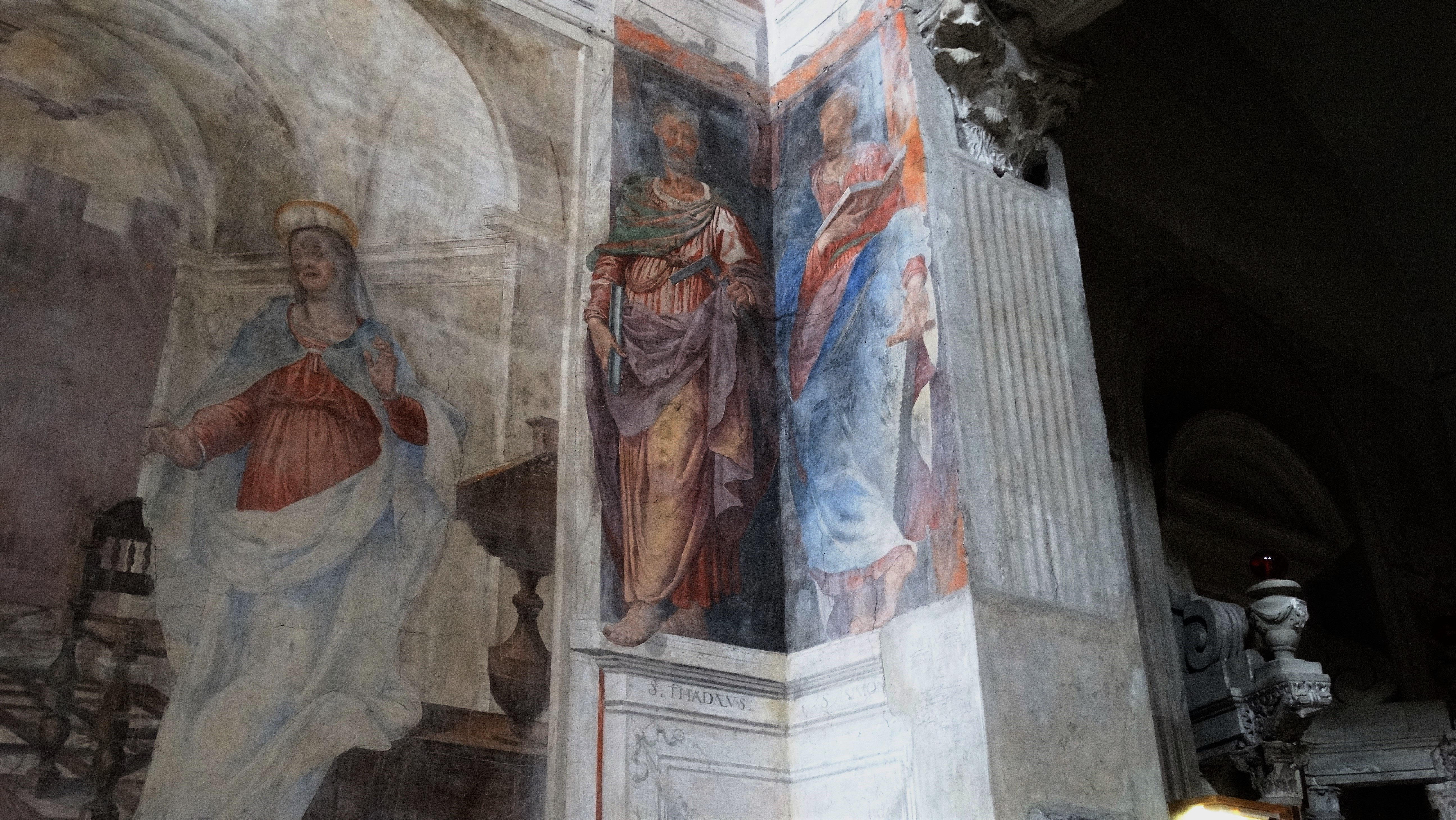
Fresco's van de apostelen op de pilasters.

### Zenokapel

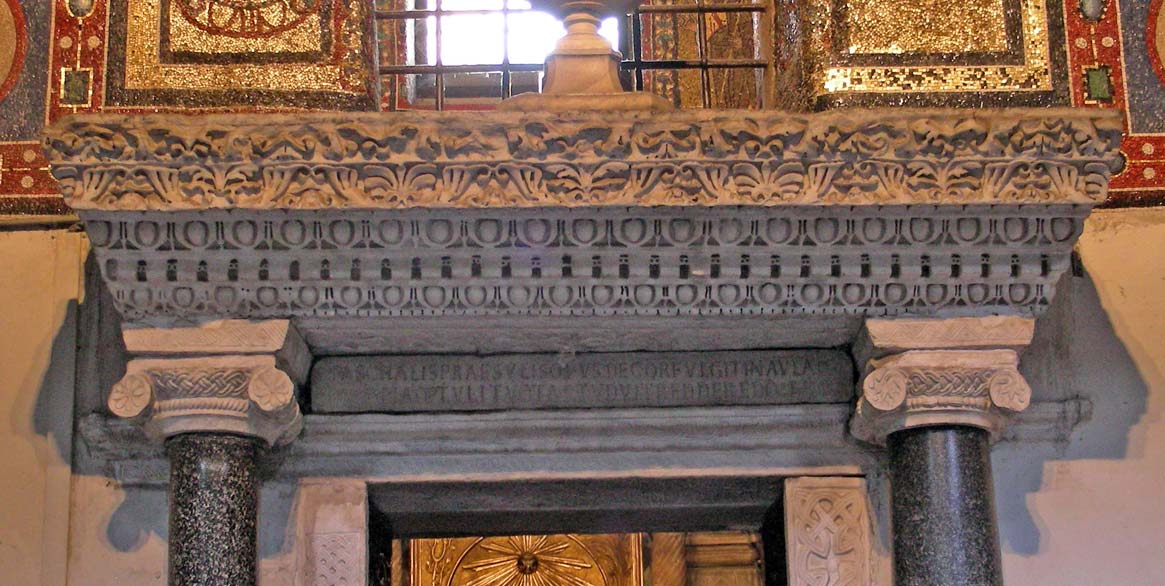
Zenokapel: detail van het portaal.
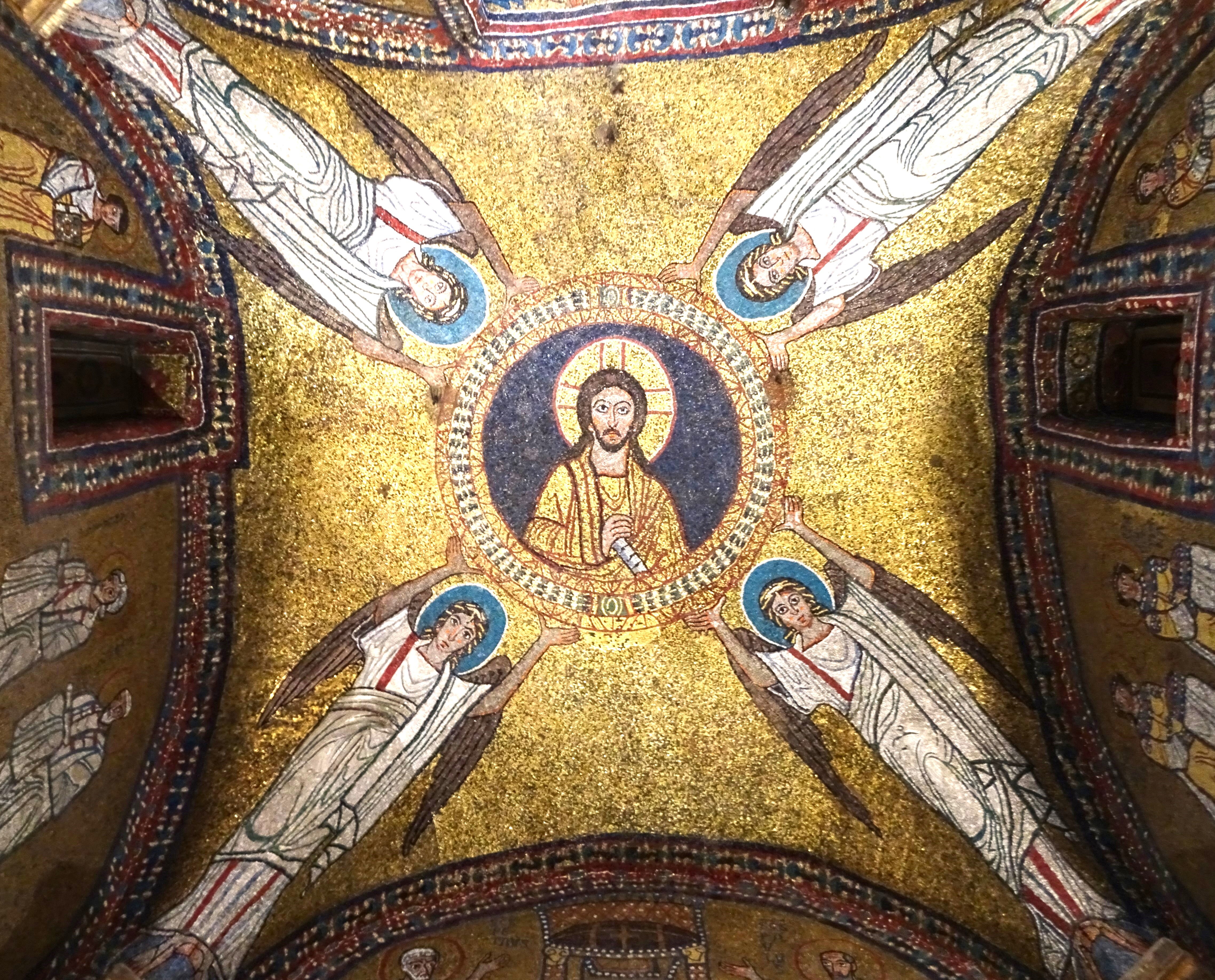
Zenokapel: het gewelf.
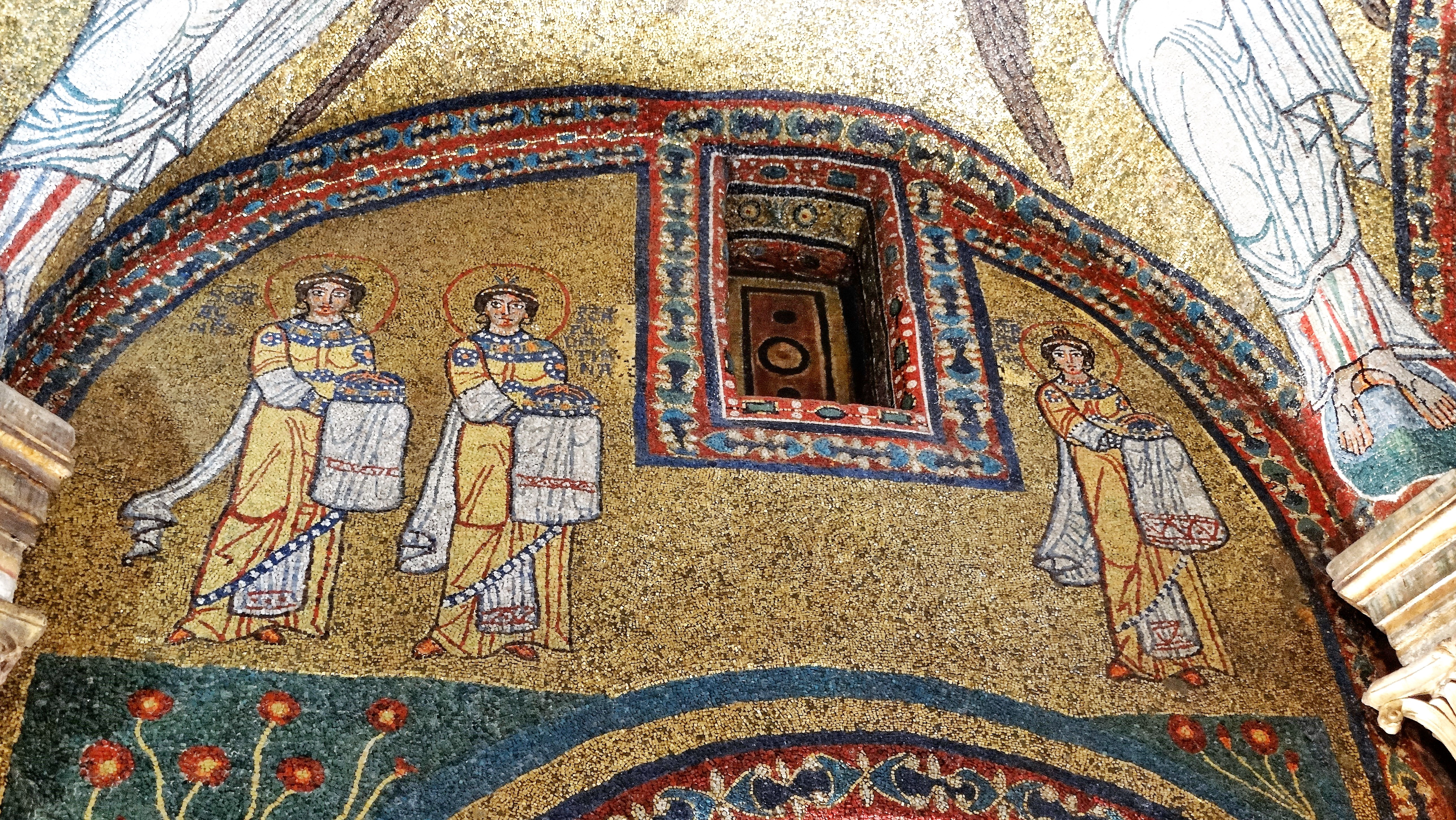
Linkerwand van de Zenokapel: de heiligen Agnes, Pudentiana en Praxedis.
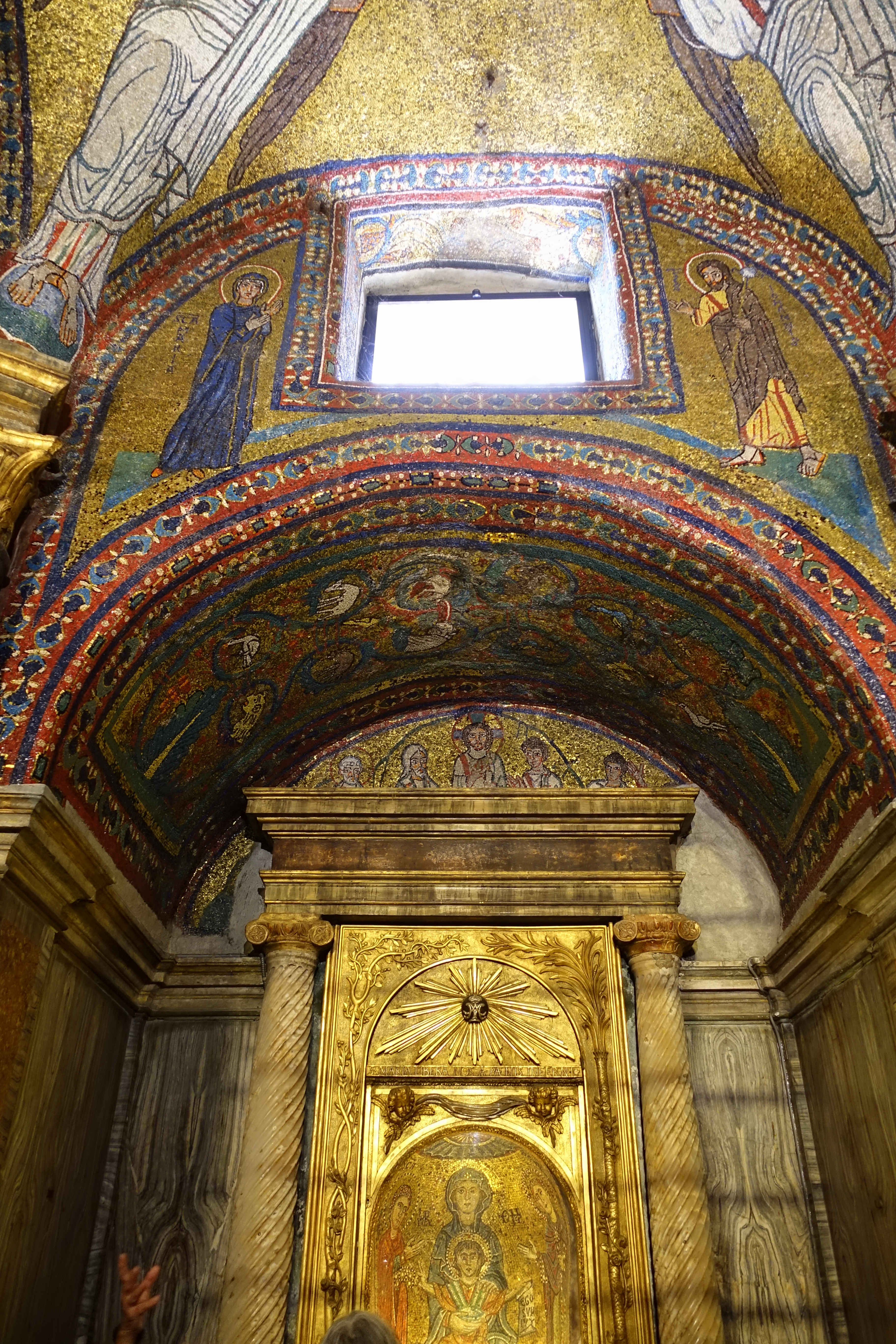
Zenokapel: de altaarwand.
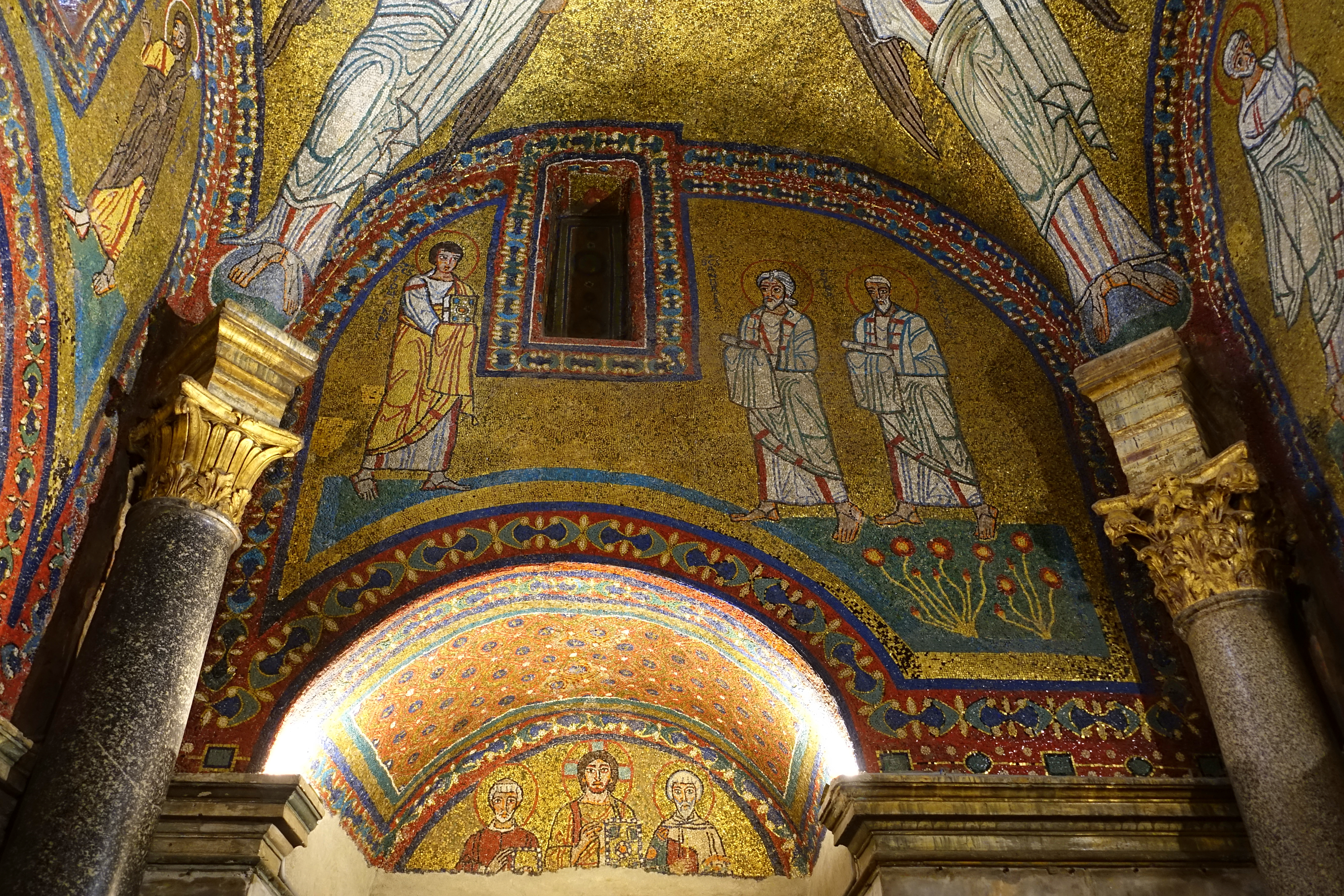
Zenokapel: Johannes, Andreas en Jacobus.
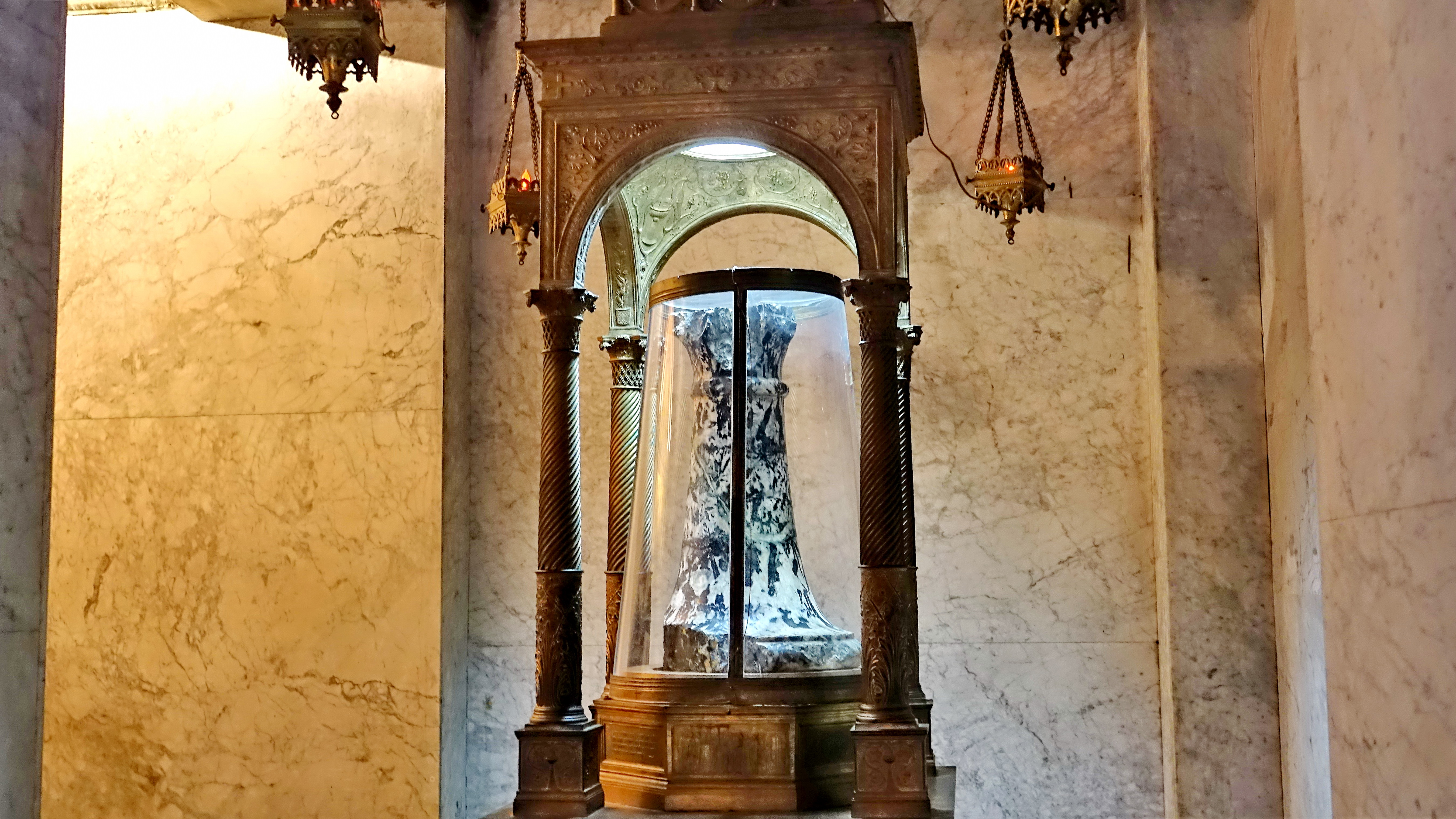
De Geselingszuil.

### Andere

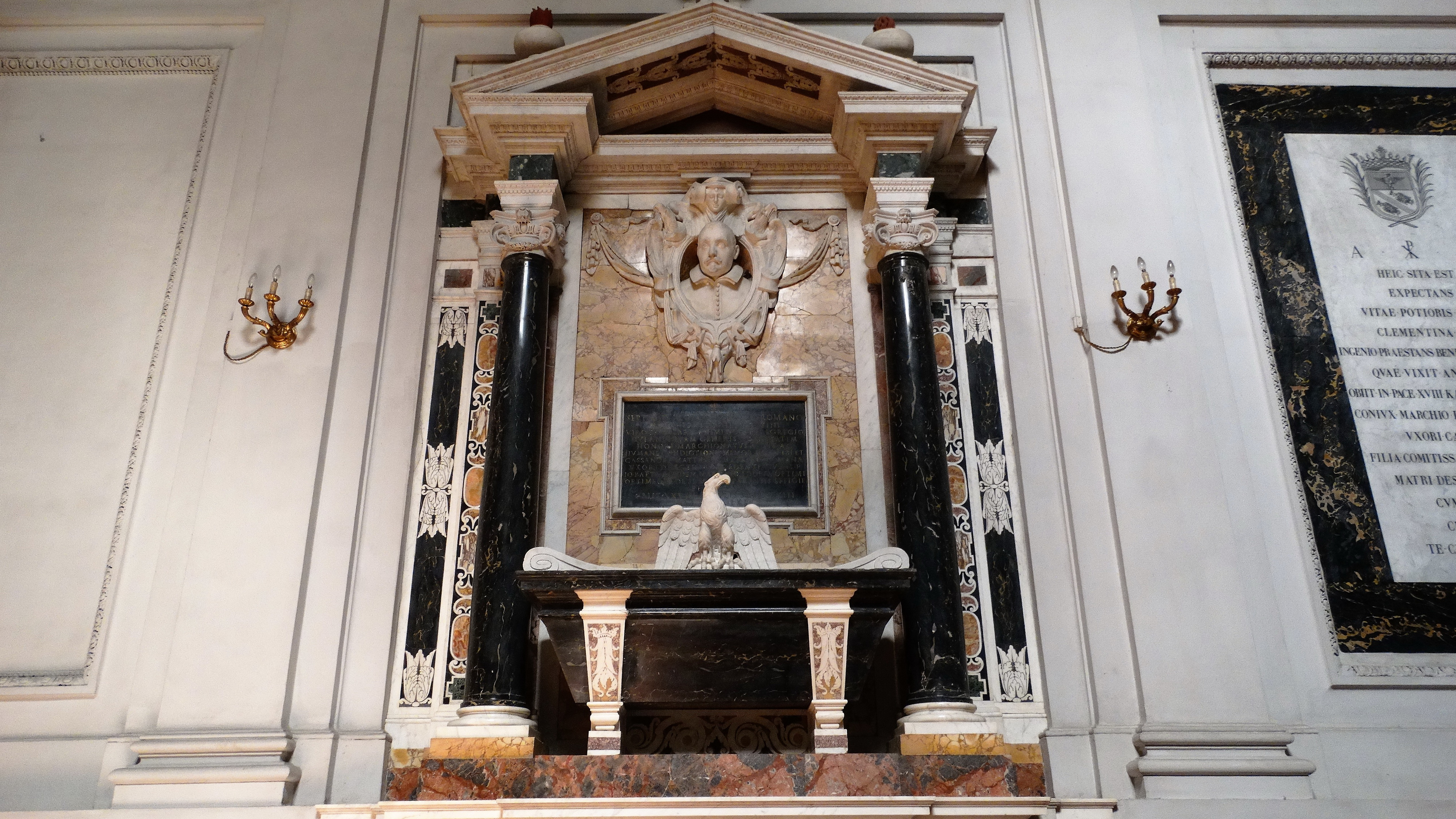
Grafmonument in de Olgiati-kapel (1623).
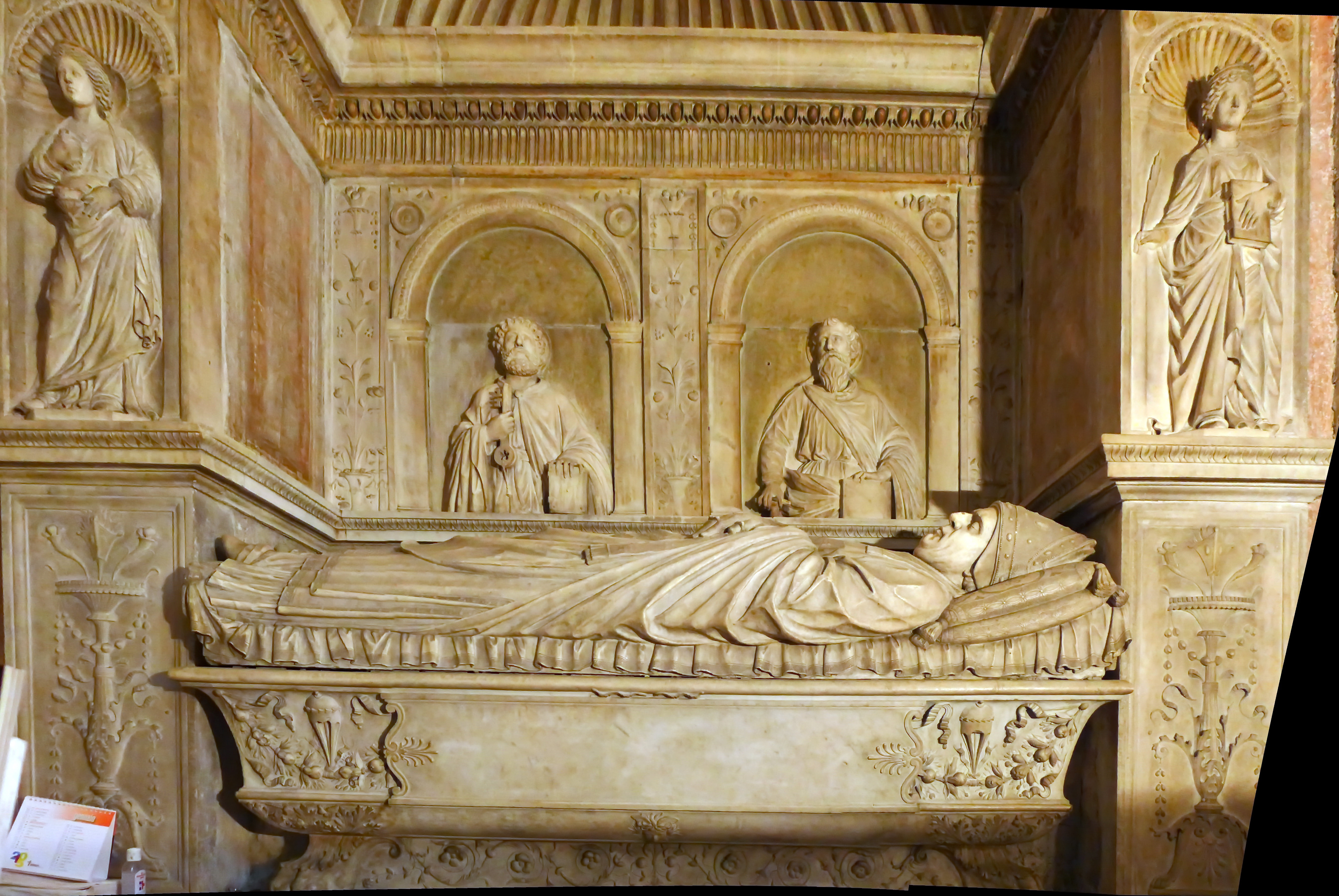
Grafmonument van kardinaal Coetivy.
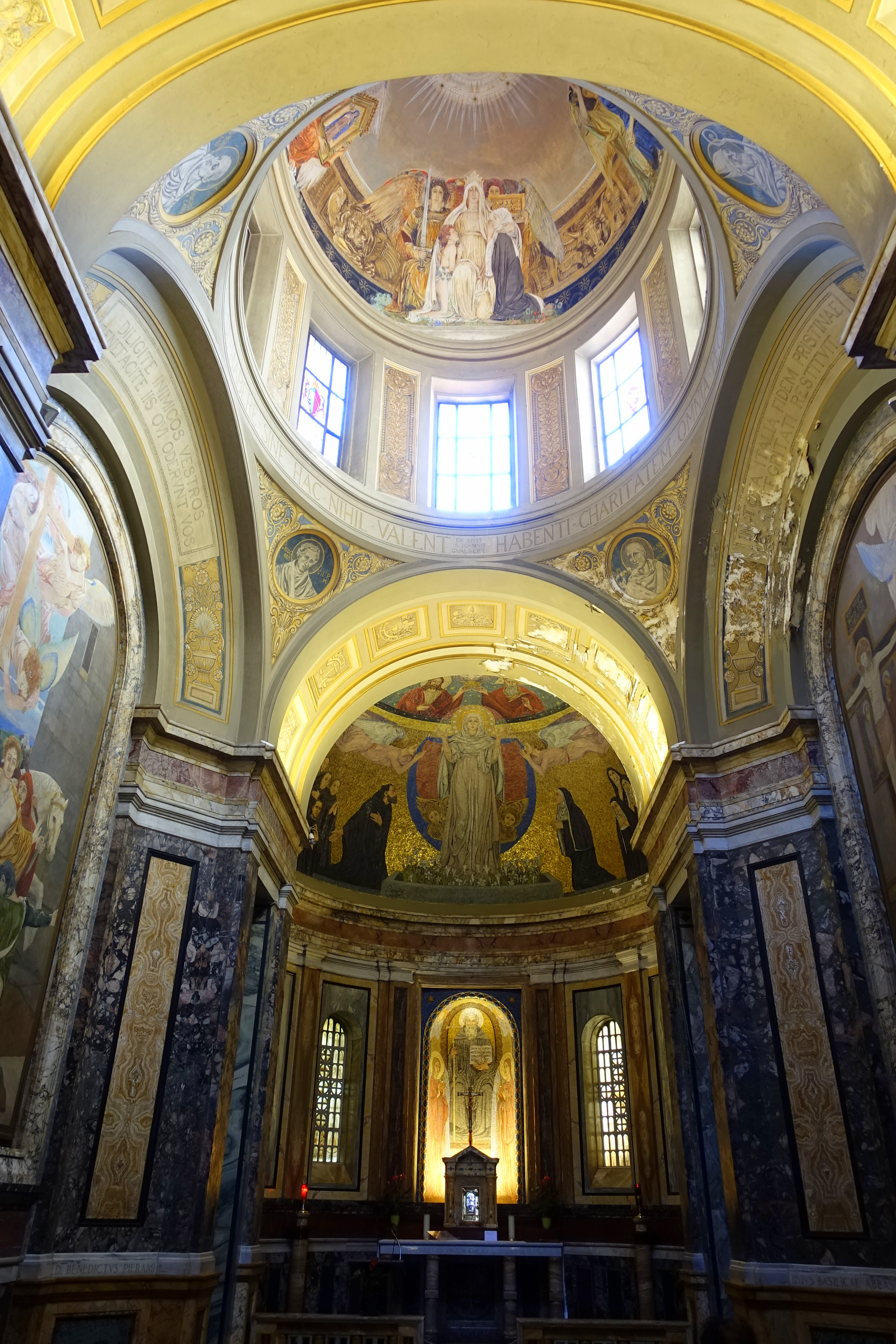
Kapel van Giovanni Gualberti.
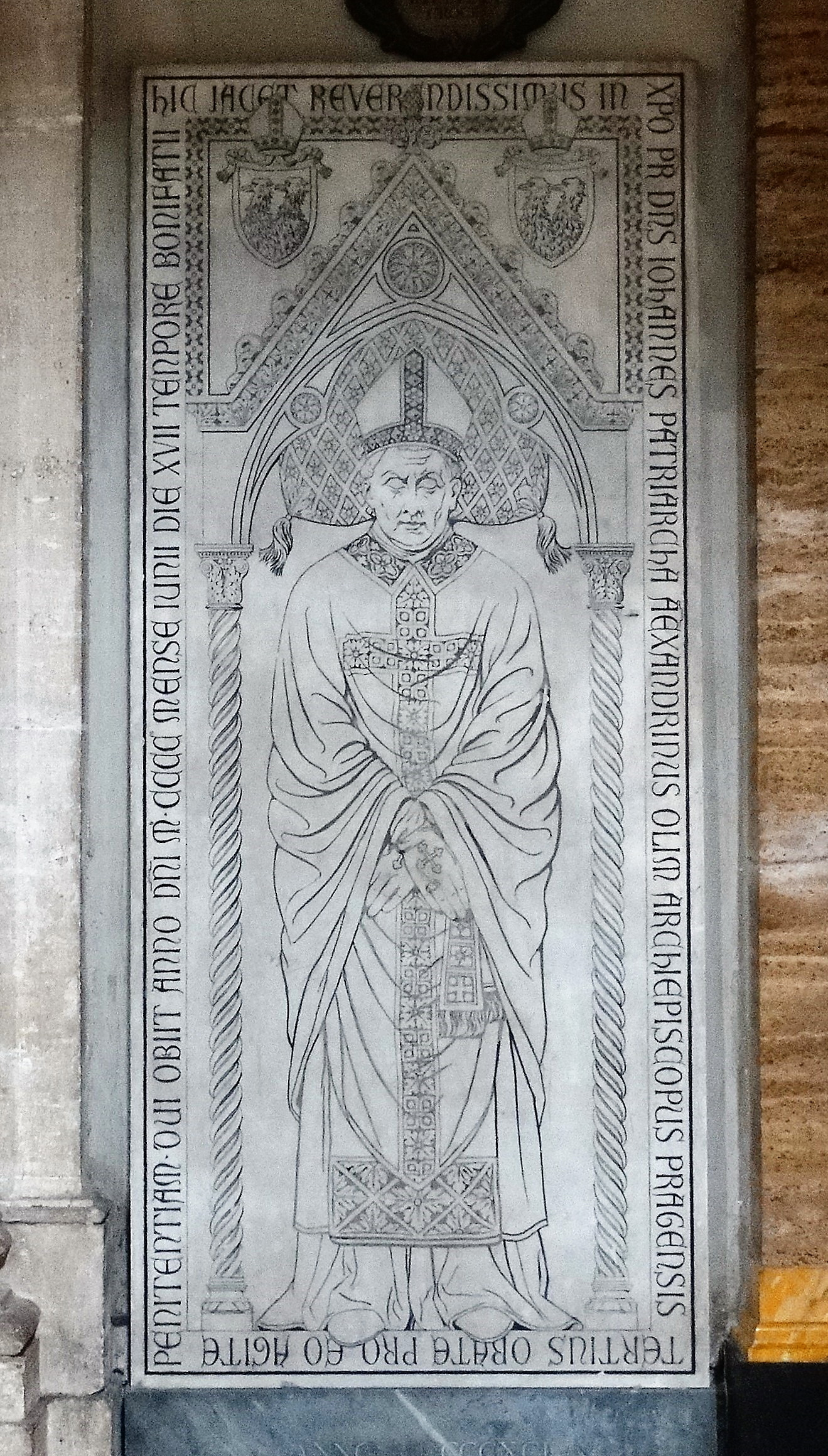
Grafsteen van de patriarch Giovanni.
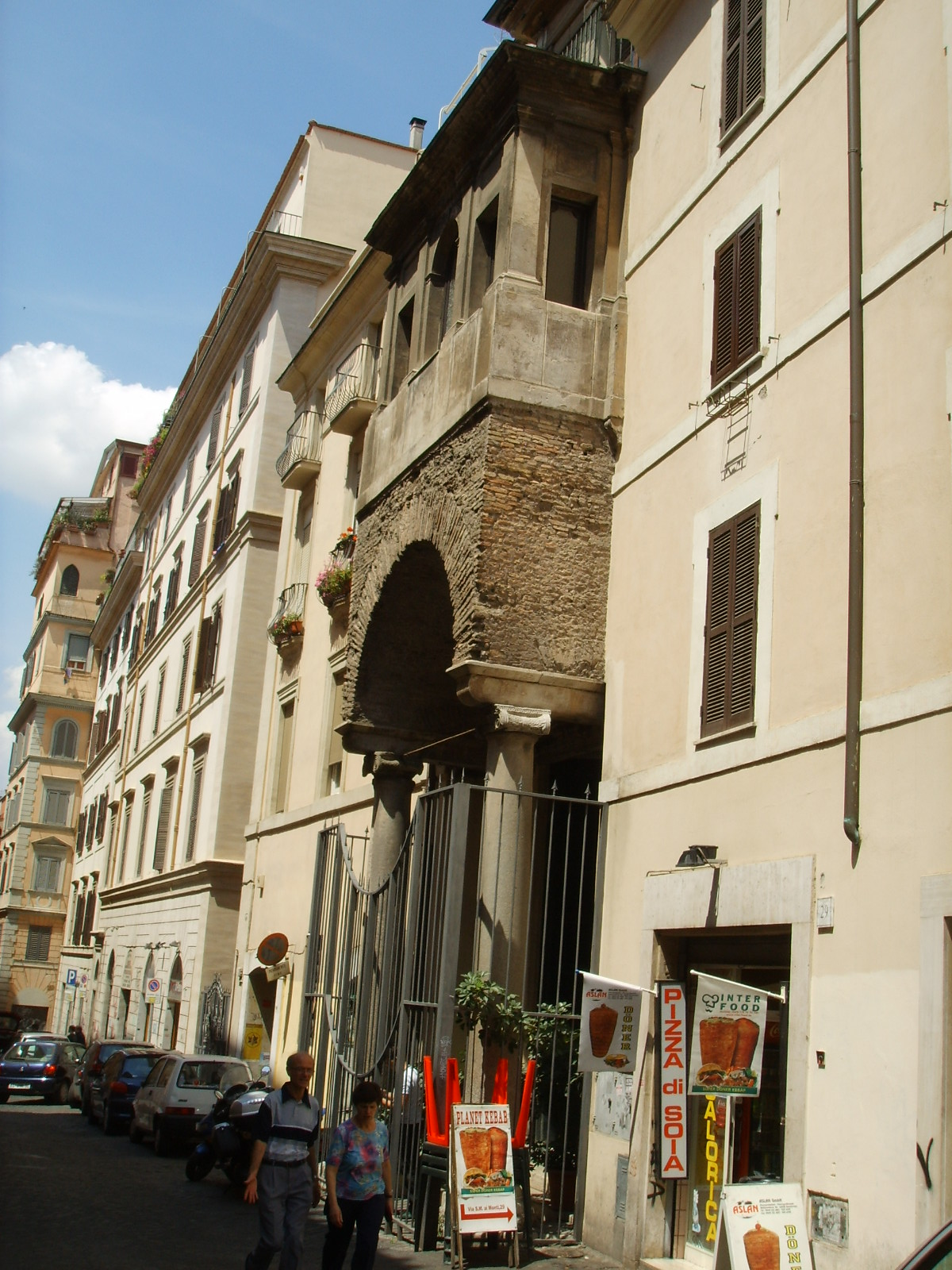
Portaal in de Via di San Martino ai Monti.
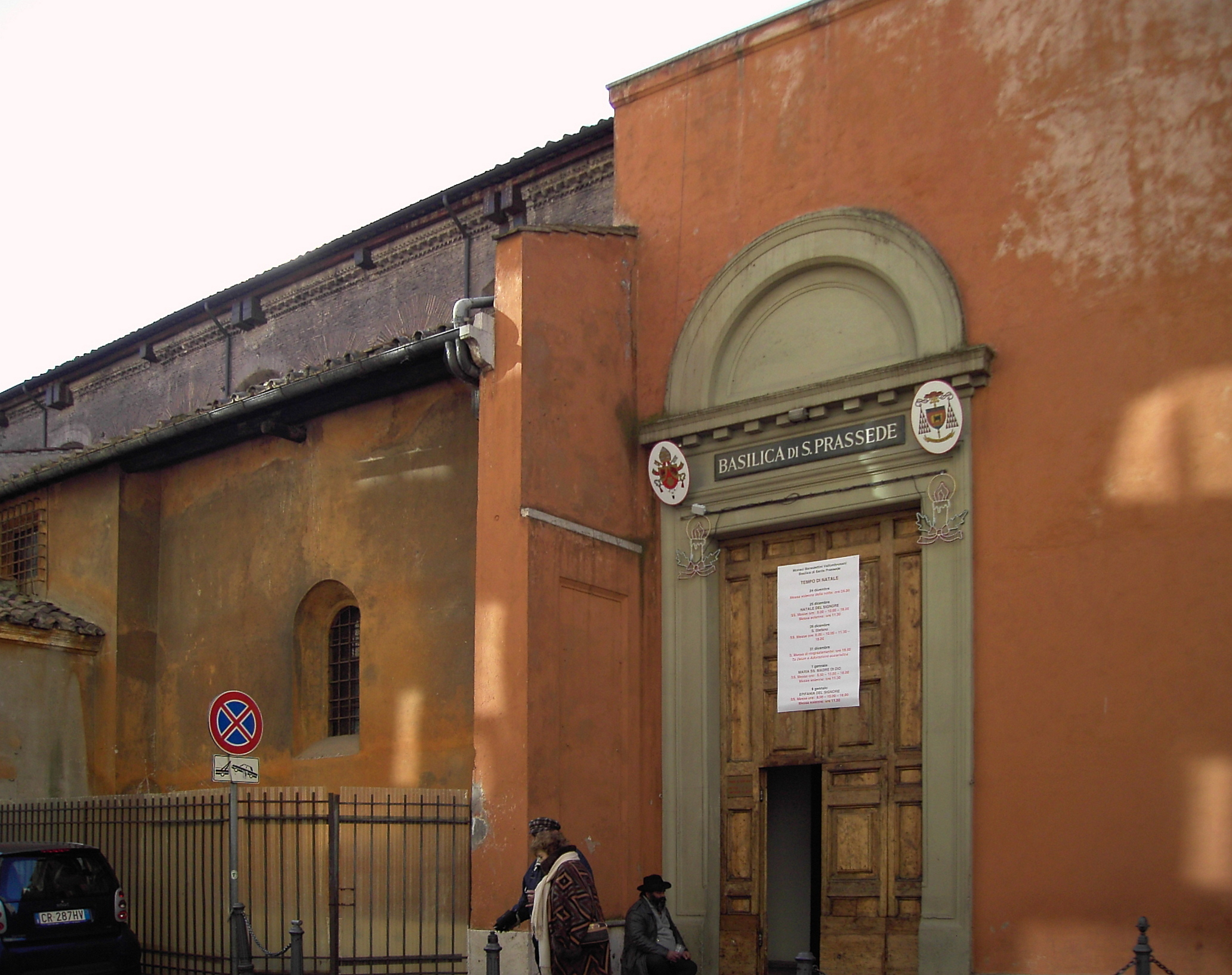
De zij-ingang in de Via di Santa Prassede.

## Geraadpleegde informatie
- (it) Paola Gallio, "La Basilica di Santa Prassede. [Rome 1998] 63 pp.
- (it) Paolo Di Re, "Basilica di S. Prassede". Bologna, 1986, 63 pp.
- (it) Touring club italiano, Roma. Il Touring club, Milano (1993). ISBN 88-365-0508-2. p. 293-295.
- (it) Falconi, Fabrizio, Le basiliche di Roma dalle costruzioni pagane e paleocristiane fino a San Pietro e San Giovanni in Laterano. Newton Compton editori, Roma (2022). ISBN 978-88-227-6717-2. pp. 166-171.
- (it)LUCENTINI, MAURO, La grande guida di Roma : per chi ama la città eterna e vuole conoscerla meglio in poco tempo. Newton & Compton, Roma (1999). ISBN 88-8289-053-8. p. 82-83 en p. 94.
- (it) Santa Prassede di Roma Vergine e martire op de website santiebeati.it.
- Luc Verhuyck, SPQR. Anekdotische reisgids voor Rome, Amsterdam, 2002, ISBN 90 253 5875 6, 228-229.

Sant'Agnese fuori le mura · 
Sant'Agnese in Agone · 
Sant'Agostino · 
Sant'Alberto Magno · 
Basilica di Santa Anastasia · 
Sant'Andrea al Quirinale · 
Sant'Andrea delle Fratte · 
Sant'Andrea della Valle · 
Sant'Andrea in Via Flaminia · 
Sant'Angela Merici · 
Santi Angeli Custodi a Città Giardino · 
Sant'Anselmo all'Aventino · 
Sant'Antonio da Padova all'Esquilino · 
Sant'Antonio da Padova in Via Tuscolana · 
Sant’Antonio di Padova a Circonvallazione Appia · 
Sant'Antonio in Campo Marzio · 
Sant'Apollinare alle Terme Neroniane-Alessandrine · 
Sant'Atanasio · 
Sant'Atanasio a Via Tiburtina · 
Santi Aquila e Priscilla · 
Santa Balbina · 
San Bernardo alle Terme · 
Santi Bonifacio e Alessio · 
San Callisto · 
San Camillo de Lellis · 
San Carlo ai Catinari · 
San Carlo al Corso · 
Basiliek van Santa Cecilia in Trastevere · 
San Cesareo in Palatio · 
Santa Chiara a Vigna Clara · 
San Clemente · 
San Corbiniano · 
Santi Cosma e Damiano in Via Sacra · 
San Crisogono · 
Santa Croce in Gerusalemme · 
Santa Croce in Via Flaminia · 
Sacro Cuore di Cristo Re · 
Sacro Cuore di Gesù · 
Sacro Cuore di Gesù agonizzante a Vitinia · 
Dio Padre Misericordioso · 
Santi XII Apostoli · 
San Domenico di Guzman · 
Santi Domenico e Sisto · 
Sant'Elena fuori Porta Prenestina · 
Sant'Eligio dei Ferrari · 
Sant'Emerenziana a Tor Fiorenza · 
Sant'Eugenio · 
Sant'Eusebio · 
Santi Fabiano e Venanzio a Villa Fiorelli · 
San Felice da Cantalice a Centocelle · 
Santa Francesca Romana · 
San Francesco a Ripa · 
San Francesco di Paola ai Monti · 
Friezenkerk · 
San Frumenzio ai Prati Fiscali · 
Il Gesù · 
Gesù Divino Lavoratore · 
San Giacomo in Augusta · 
San Gioacchino ai Prati di Castello · 
Santi Gioacchino e Anna al Tuscolano · 
San Giovanni a Porta Latina · 
San Giovanni Bosco in via Tuscolana · 
San Giovanni Crisostomo a Monte Sacro Alto · 
San Giovanni dei Fiorentini · 
Santi Giovanni e Paolo · 
Santi Giovanni Evangelista e Petronio · 
San Giovanni Maria Vianney · 
San Girolamo dei Croati · 
San Giuliano Martire · 
San Giustino · 
Gran Madre di Dio · 
San Gregorio Magno al Celio · 
San Gregorio Magno alla Magliana Nuova · 
San Gregorio VII · 
Sant'Ignazio · 
Sint-Jan van Lateranen · 
Sint-Juliaan-der-Vlamingen · 
San Leonardo da Porto Maurizio · 
San Leone I · 
San Liborio · 
San Lorenzo in Damaso ·  
San Lorenzo in Lucina · 
San Lorenzo in Panisperna · 
San Luca a Via Prenestina · 
San Luigi dei Francesi · 
Santuario della Madonna del Divino Amore · 
Madonna dell'Archetto - 
Santi Marcellino e Pietro · 
San Marcello al Corso · 
San Marco · 
Santa Maria ai Monti · 
Santa Maria Ausiliatrice in Via Tuscolana · 
Santa Maria Consolatrice al Tiburtino · 
Santa Maria degli Angeli e dei Martiri · 
Santa Maria dei Miracoli en Santa Maria in Montesanto · 
Santa Maria dell'Anima · 
Santa Maria della Pace · 
Santa Maria della Salute a Primavalle · 
Santa Maria della Scala · 
Santa Maria della Vittoria · 
Santa Maria delle Grazie a Via Trionfale · 
Santa Maria del Popolo · 
Santa Maria del Suffragio · 
Santa Maria di Monserrato · 
Santa Maria Domenica Mazzarello · 
Santa Maria Goretti · 
Santa Maria Immacolata a Grottarossa · 
Santa Maria in Aquiro · 
Santa Maria in Aracoeli · 
Santa Maria in Campitelli · 
Santa Maria in Cappella · 
Santa Maria in Domnica · 
Santa Maria in Transpontina · 
Santa Maria in Trastevere · 
Santa Maria in Trivio · 
Santa Maria in Vallicella · 
Santa Maria in Via · 
Santa Maria in Via Lata · 
Santa Maria Liberatrice a Monte Testaccio · 
Santa Maria Madre della Providenza a Monte Verde · 
Santa Maria Madre del Redentore a Tor Bella Monaca · 
Basiliek van Santa Maria Maggiore · 
Santa Maria Regina degli Apostoli alla Montagnola · 
Santa Maria Regina Mundi a Torre Spaccata · 
Santa Maria sopra Minerva · 
Santa Beata Maria Vergine Addolorata a piazza Buenos Aires · 
San Martino ai Monti · 
Natività di Nostro Signore Gesù Cristo a Via Gallia · 
Santi Nereo e Achilleo · 
San Nicola in Carcere · 
Santissimo Nome di Maria al Foro Traiano · 
Nostra Signora del Sacro Cuore · 
Ognissanti in Via Appia Nuova · 
Sant'Onofrio · 
Sint-Pancratiusbasiliek · 
Pantheon (Rome) · 
San Patrizio ·
Sint-Anna in Lateranen ·
Sint-Paulus buiten de Muren · 
Sint-Pietersbasiliek · 
Santi Pietro e Paolo a Via Ostiense · 
San Pietro in Montorio · 
San Pietro in Vincoli · 
Santa Prassede · 
Preziosissimo Sangue di Nostro Signore Gesù Cristo · 
Santa Prisca · 
Santa Pudenziana · 
Santi Quattro Coronati · 
Santi Quirico e Giulitta · 
Santissimo Redentore e Sant'Alfonso in Via Merulana · 
Santa Sabina · 
San Salvatore in Lauro · 
Sint-Sebastiaan buiten de Muren · 
San Silvestro in Capite · 
Santi Simone e Giuda Taddeo a Torre Angela · 
Sixtijnse Kapel · 
Santa Sofia a Via Boccea · 
Santa Susanna · 
Tempietto van San Pietro in Montorio · 
Santa Teresa al Corso d’Italia · 
Trinità dei Monti · 
Sant’Ugo · 
Beata Vergine Maria del Monte Carmelo a Mostacciano · 
Basilica di San Vitale